# Vervins
Cet article possède des paronymes, voir Verdun et Verviers.
Vervins (prononcé [vɛʁ.vɛ̃]) est une commune française située dans le département de l'Aisne, en région Hauts-de-France.

## Géographie

### Localisation
Vervins, sous-préfecture de la Thiérache, est située dans le département de l'Aisne en région Hauts-de-France.
À vol d'oiseau, elle se situe à 35,9 km de Laon, préfecture du département auquel la commune appartient. Elle est distante de 107,4 km de Lille, préfecture de région et de 156,6 km de Paris.

### Communes limitrophes
Vervins est limitrophe de six communes : La Bouteille, Fontaine-lès-Vervins, Gercy, Hary, Landouzy-la-Cour et Thenailles. La commune est à la tête d'un bassin de vie de 37 communes et d'une petite aire urbaine incluant Fontaine-lès-Vervins et 6 autres communes.
| Fontaine-lès-Vervins | Fontaine-lès-Vervins | La Bouteille     |
| Fontaine-lès-Vervins | Vervins              | Landouzy-la-Cour |
| Gercy                | Hary                 | Thenailles       |

### Géologie et relief

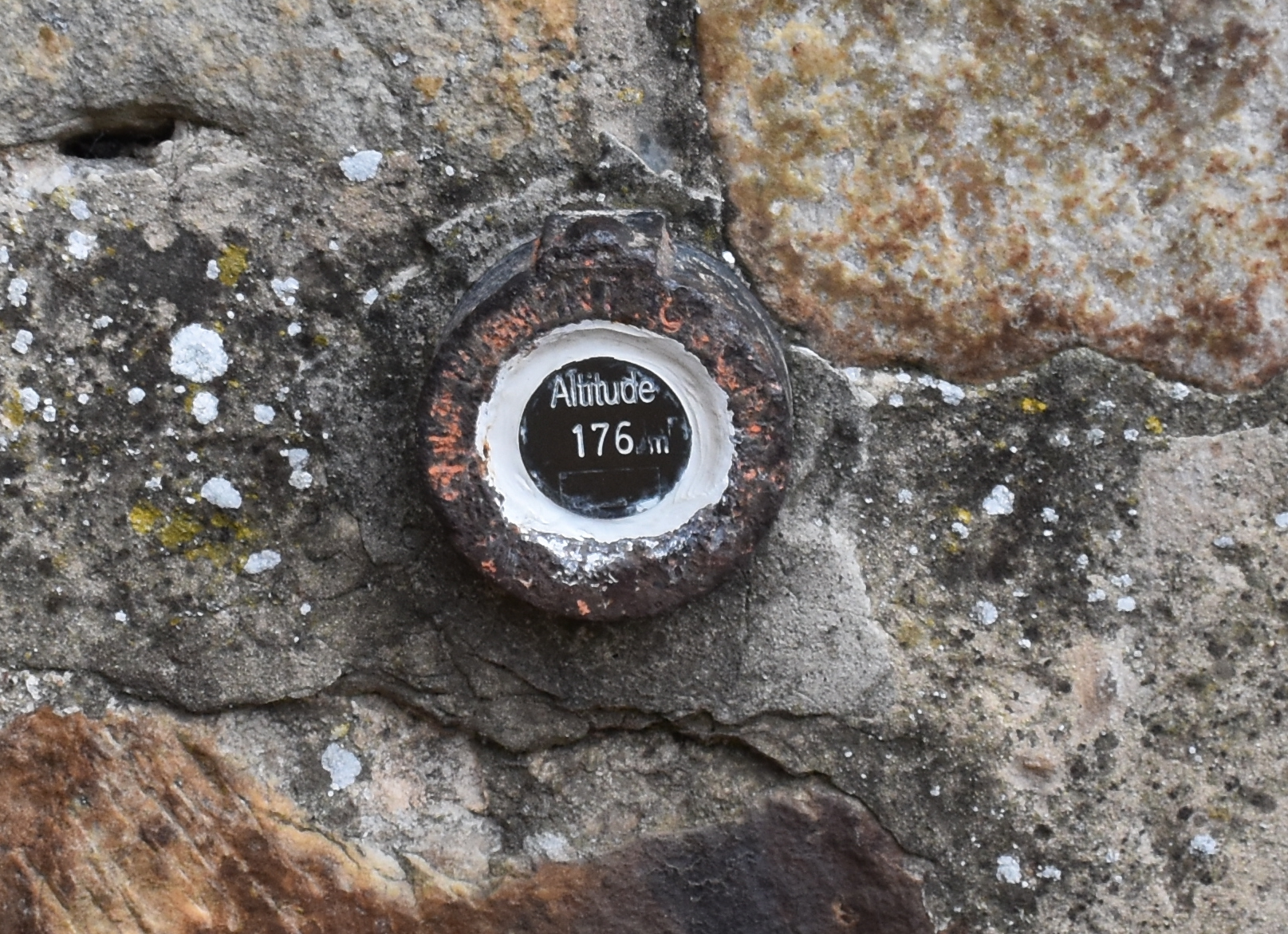
Borne de nivellement sur l'église - Altitude 176 m.

La superficie de la commune est de 1 035 hectares ; son altitude varie entre 120 mètres et 215 mètres. L'altitude varie beaucoup sur la commune, celle-ci est établie sur une zone vallonnée marquée par deux cours d'eau, le Chertemps et le Vilpion. L'altitude la plus basse est située au niveau du Vilpion, situé à 120 mètres, marquant la limite de la commune avec Hary et Thenailles. Cette dernière remonte à 168 mètres avant de redescendre à 140 mètres au niveau du Chertemps. L'altitude remonte enfin pour atteindre 215 mètres au nord-est de la commune près de la limite de la commune avec La Bouteille.
Vervins a un sol géologique constitué par une assise crayeuse datant du Séno-Turonien, soit entre -93,9 et -66 Ma. Ce sol est marqué par l'érosion conduisant à une morphologie de terrain vallonnée, et constitue également un réservoir aquifère important. Localement, le sol géologique est constitué principal de limon lœssique avec quelques formations résiduelles argileuses à la surface. Du sable blanc, datant du Thanétien, soit entre -59 et -55 Ma est également présent ainsi que de la craie blanche datant du Turonien supérieur.

### Hydrographie

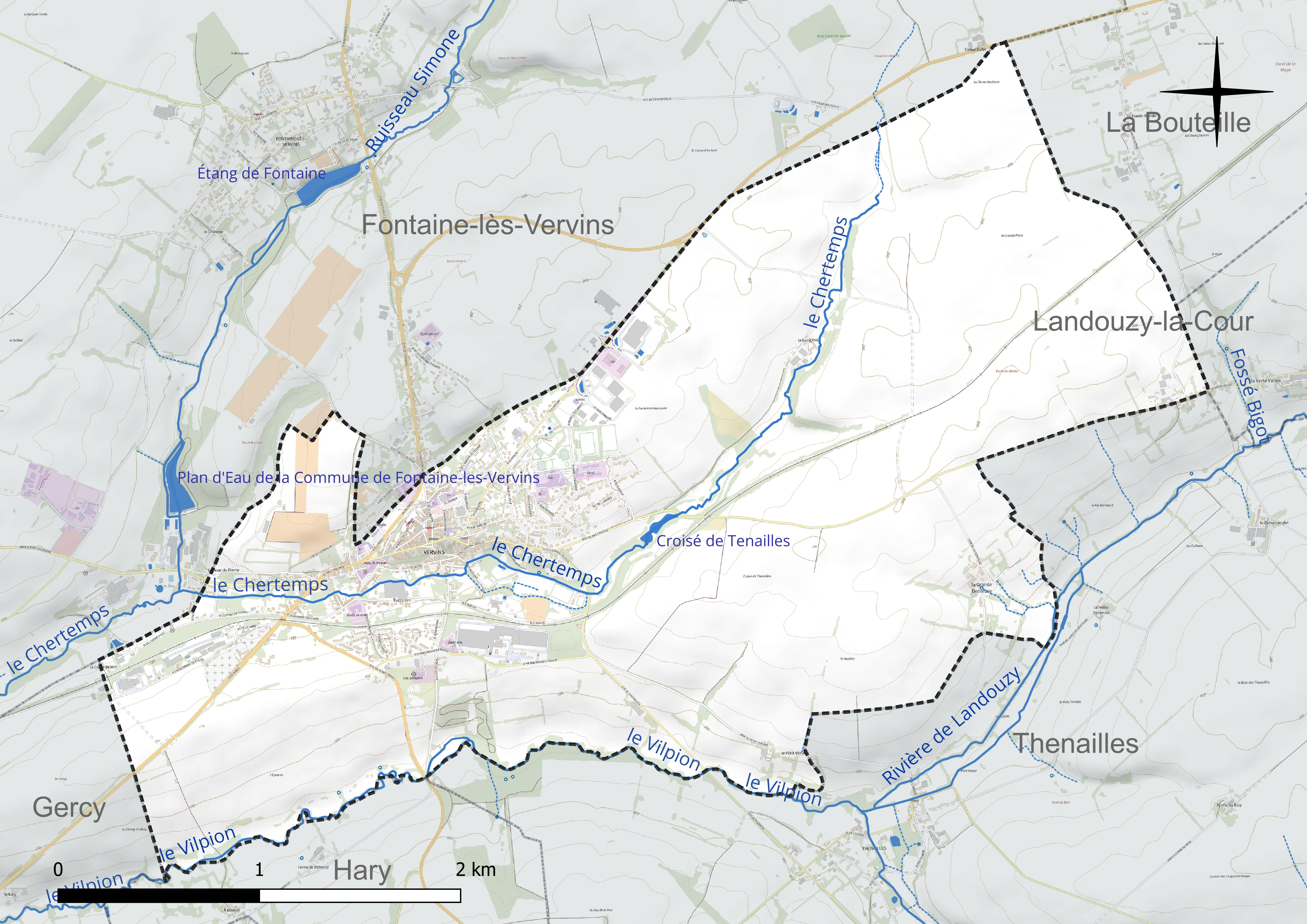
Réseau hydrographique de Vervins.

La commune fait partie du bassin versant de la Seine, l'un des cinq principaux fleuves français rejoignant la Manche au sein du bassin Seine-Normandie. Le territoire de la commune est arrosé par deux cours d'eau : le Chertemps et le Vilpion. Le premier, le Chertemps, est un ruisseau et un affluent du Vilpion. Il traverse la zone urbanisée de la commune. Prenant sa source à Fontaine-lès-Vervins, le ruisseau conflue avec le Vilpion sur la commune voisine de Gercy et le Chertemps,,.
Le Vilpion est le cours d'eau principal de la commune, mais il se situe à l'écart de la zone urbanisée de la commune et sert également de limite communale entre Vervins, Hary et Thenailles. Prenant sa source à Plomion, celui-ci conflue avec la Serre à Dercy.
Un plan d'eau complète le réseau hydrographique : Croisé de Tenailles (0,7 ha),.

### Climat
Pour des articles plus généraux, voir Climat des Hauts-de-France et Climat de l'Aisne.
En 2010, le climat de la commune est de type climat des marges montargnardes, selon une étude du CNRS s'appuyant sur une série de données couvrant la période 1971-2000. En 2020, Météo-France publie une typologie des climats de la France métropolitaine dans laquelle la commune est exposée à un climat océanique altéré et est dans la région climatique Nord-est du bassin Parisien, caractérisée par un ensoleillement médiocre, une pluviométrie moyenne régulièrement répartie au cours de l'année et un hiver froid (3 °C).
Pour la période 1971-2000, la température annuelle moyenne est de 9,7 °C, avec une amplitude thermique annuelle de 15,2 °C. Le cumul annuel moyen de précipitations est de 878 mm, avec 13,1 jours de précipitations en janvier et 9,8 jours en juillet. Pour la période 1991-2020, la température moyenne annuelle observée sur la station météorologique la plus proche, située sur la commune de Fontaine-lès-Vervins à 2 km à vol d'oiseau, est de 10,5 °C et le cumul annuel moyen de précipitations est de 826,3 mm,. Pour l'avenir, les paramètres climatiques de la commune estimés pour 2050 selon différents scénarios d'émission de gaz à effet de serre sont consultables sur un site dédié publié par Météo-France en novembre 2022.

## Urbanisme

### Typologie
Au 1er janvier 2024, Vervins est catégorisée bourg rural, selon la nouvelle grille communale de densité à 7 niveaux définie par l'Insee en 2022.
Elle appartient à l'unité urbaine de Vervins, une agglomération intra-départementale dont elle est ville-centre,. Par ailleurs la commune fait partie de l'aire d'attraction de Vervins, dont elle est la commune-centre,. Cette aire, qui regroupe 21 communes, est catégorisée dans les aires de moins de 50 000 habitants,.

### Occupation des sols

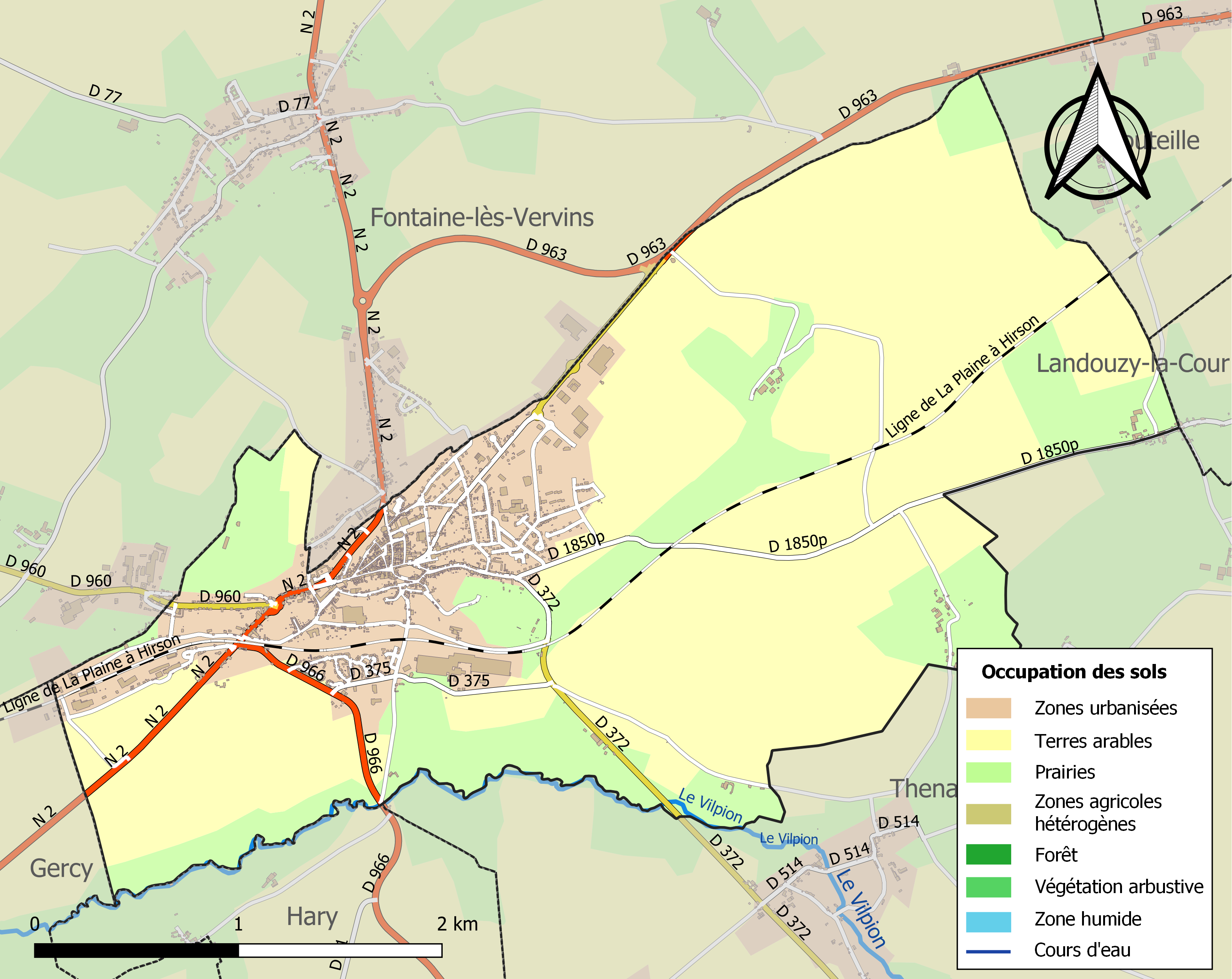
Carte de l'occupation des sols de la commune en 2018 (CLC).

L'occupation des sols de la commune, telle qu'elle ressort de la base de données européenne d'occupation biophysique des sols Corine Land Cover (CLC), est marquée par l'importance des territoires agricoles (83,6 % en 2018), en diminution par rapport à 1990 (88,5 %). La répartition détaillée en 2018 est la suivante :
terres arables (60,2 %), prairies (23,4 %), zones urbanisées (16,4 %).
L'évolution de l'occupation des sols de la commune et de ses infrastructures peut être observée sur les différentes représentations cartographiques du territoire : la carte de Cassini (XVIIIe siècle), la carte d'état-major (1820-1866) et les cartes ou photos aériennes de l'IGN pour la période actuelle (1950 à aujourd'hui).

### Morphologie urbaine

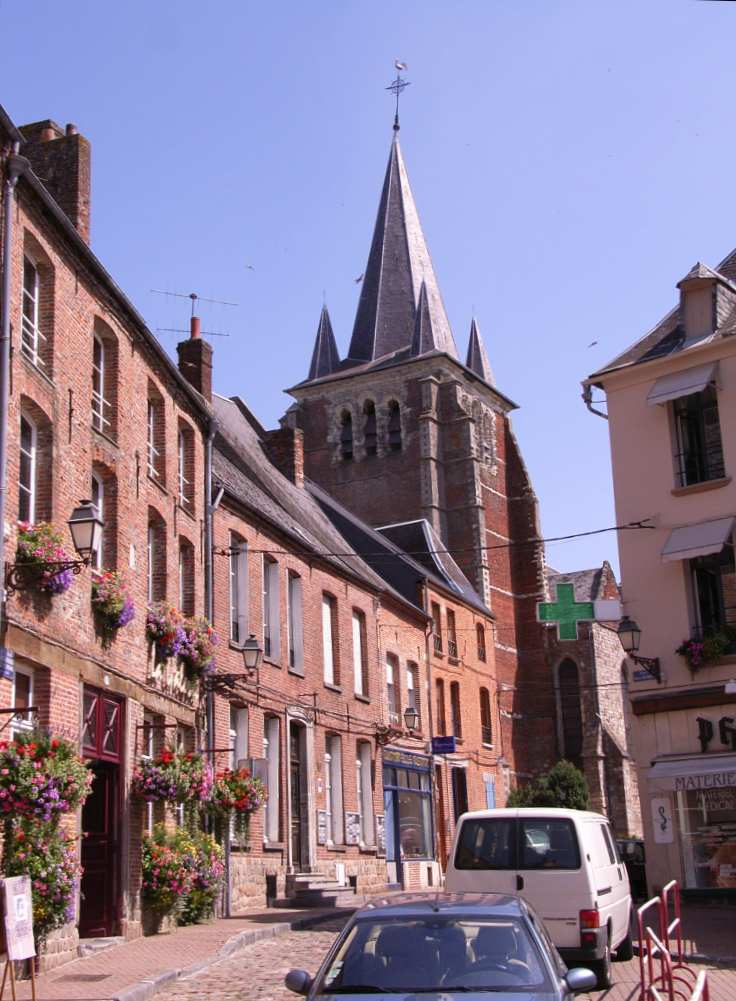
Centre-ville avec vue sur le clocher de l'église.

Construite sur un éperon au niveau des vallées du Chertemps et du ruisseau de la Simone, Vervins est restée jusqu'à la fin du XVIIIe siècle enfermée dans ses remparts, symbole de sa charte communale accordée par Raoul Ier de Coucy en 1163. Le centre-ville de la commune conserve ainsi des rues étroites avec des maisons bâties en brique dont l'édification remonte au XVIIe siècle. Vers la fin du XVIIIe siècle et au début du XIXe siècle, la ville commence à sortir de son enceinte médiévale, qui est progressivement en partie abattue, pour s'étendre principalement, au XIXe siècle et au début du XXe siècle, le long d'axe de communication comme la route nationale 2 jusqu'à la chapelle Sainte-Anne et de la route de Guise ainsi qu'au pied du Chertemps, le long de la route menant à Thenailles ainsi que celle menant à Hirson. À partir du milieu du XXe siècle, la commune connait une expansion du côté est et sur le long de la route d'Hirson avec la construction de lotissements et de HLM et également le long de la ligne de chemin de fer entre la route de Reims et celle de Thenailles.
La commune a également sur son territoire quatre hameaux ou des lieux-dits : le Petit Vervins, la Grande Denteuse, la Verte Vallée, la Voyette de Thenailles et la Ferme du Long Pré. Ces localités se situent toutes à l'est de Vervins.

### Logements
Au recensement de 2012, le nombre total de logements dans la commune était de 1 387, dont 1 182 résidences principales, 5 résidences secondaires et 199 logements vacants, alors qu'il était de 1 340 en 2007. Sur ce parc de logements, 61,1 % sont des maisons individuelles et 38,2 % sont des appartements.
Parmi ces logements, 85,3 % étaient des résidences principales, 0,4 % des résidences secondaires et 14,3 % des logements vacants.
La proportion des résidences principales, propriétés de leurs occupants était de 38,6 %, en baisse par rapport à 2007 (39,1 %). Les occupants des résidences principales à Vervins sont majoritairement locataires avec 58,3 % et ce chiffre est resté stable par rapport à 2007. Parmi ces résidences principales occupées par des locataires, la part de logements HLM loués vides est supérieur au parc privé avec 32,9 % en 2012, en baisse par rapport à 2007 de 1,6 %. Inversement, les locataires dans le parc privé ont augmenté par rapport à 2007 et représentent 25,4 % en 2012 et 3,1 % des Vervinois sont logés gratuitement.
Le parc immobilier date en majorité de 1946 à 1990 avec 45,6 % des logements. Les constructions neuves sont moins importantes : seulement 20,6 % des résidences principales date de 1991 à 2009. Au contraire, les constructions de 1946 à 1990 représentaient 45,6 % des résidences principales et 33,8 % des constructions datent de 1946 à 1990.
La plupart des logements possèdent, en majorité, 3 pièces (18,1 %), 4 pièces (30,5 %) ou 5 pièces et plus (36,4 %). La commune dispose de 4,0 % de petits logements avec une pièce, en baisse de 1,8 % par rapport à 2007. Les logements de deux pièces représentent 11,0 % en 2012 au lieu de 12,0 % en 2007. En moyenne, une habitation comporte 4,1 pièces au lieu de 4,0 en 2007. Ce chiffre varie en fonction du type de construction, ainsi les maisons individuelles comportent en moyenne 4,7 pièces au lieu de 3,1 pièces pour les appartements.

### Aménagements récents et projets
Vervins dispose d'un plan local d'urbanisme (PLU) définissant la planification urbaine de la commune depuis le 27 mars 2006,. Celui-ci prévoit de continuer une urbanisation de la commune vers l'est sur une zone définie entre la zone commerciale de Créapôle à l'est et la route de Landouzy-la-Cour au sud. Le PLU prévoit un avis de la commune le long du Chertemps et également un avis de l'architecte des bâtiments de France sur les aménagements dans un périmètre de 500 mètres autour des bâtiments classés monuments historiques de la commune.
Vervins s'est lancée dans un plan de redynamisation de son centre-ville avec la rénovation des logements dégradés du centre-ville en les rachetant,,. Elle a mis en route un plan de rénovation de l'espace urbain en centre-ville avec le réaménagement des rues et des sens de circulation,. Il entre dans sa deuxième phase en janvier 2018.

### Voies de communication et transports

#### Infrastructures routières

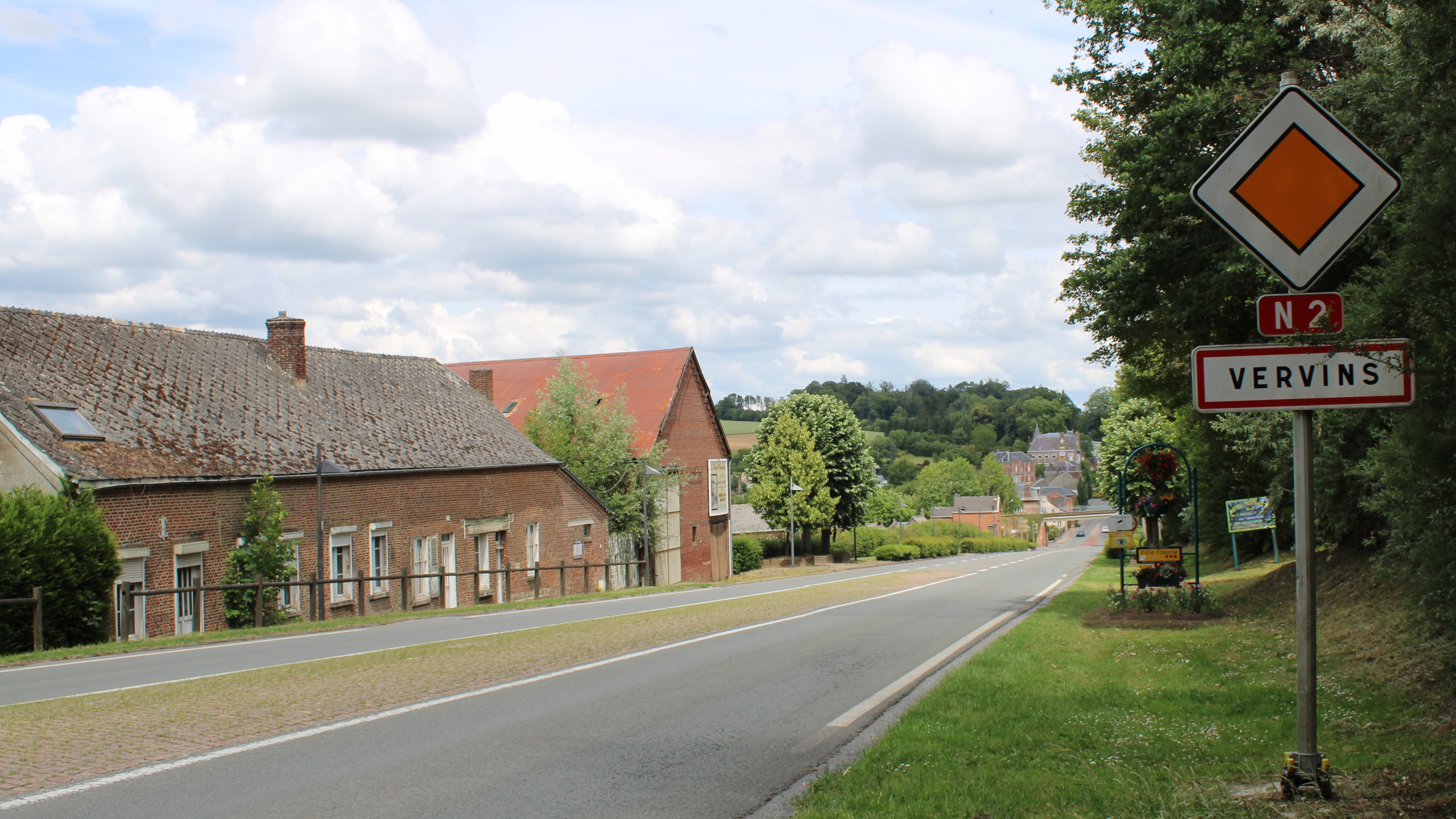
La Nationale 2, venant de Laon, plonge sur la ville.

Vervins se trouve sur la RN 2 à 39 km de Laon et 32 km d'Avesnes-sur-Helpe, autre commune traversée par la route nationale. La commune est ainsi située à 165 km de la capitale et à 32,9 de l'autoroute A26. La RN 2 contourne le centre-ville depuis les années 1960, mais un projet d'un grand contournement plus important, incluant Gercy et Fontaine-lès-Vervins, est toujours à l'étude et en état de projet, plusieurs fois évoqué par la presse locale,.
Avec la nationale, la commune se trouve également à un carrefour de trois routes départementales. La route départementale D 960 permet de rejoindre Cambrai en passant par Guise et Bohain-en-Vermandois. La D 966 relie Vervins à Reims en passant par Montcornet. La D 963 remonte de la commune jusqu'à Jeumont en traversant Hirson et Trélon.

#### Transports

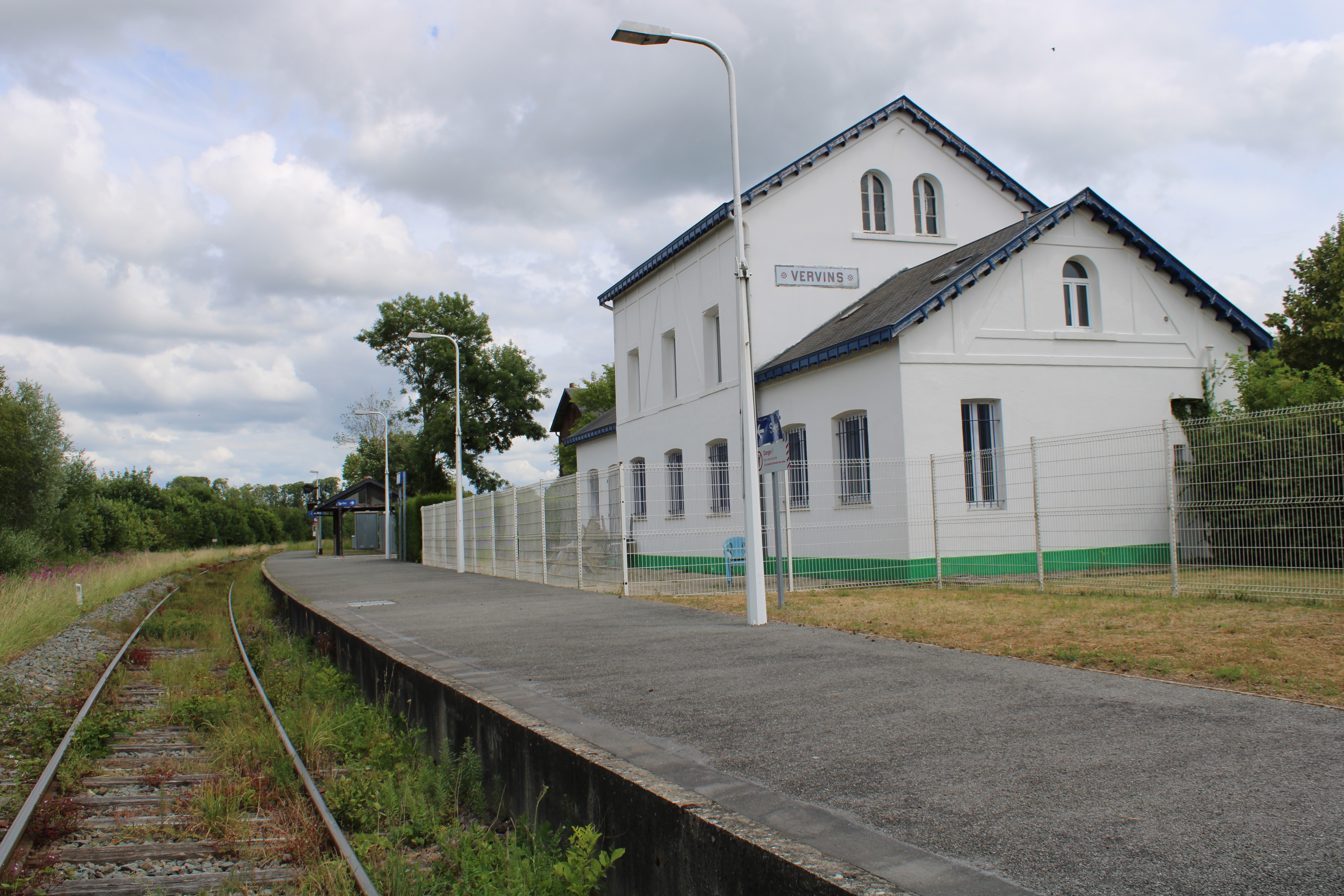
La gare de Vervins côté voie en 2020.

Sur le réseau ferroviaire, Vervins dispose d'une gare ferroviaire, située au point kilométrique 178,9 sur la ligne de La Plaine à Hirson. Celle-ci est desservie par la ligne P64 (Laon ↔ Marle-sur-Serre ↔ Hirson) du TER Hauts-de-France. La gare se situait également sur la ligne de Romery à Liart, ouverte entre 1912 et 1951. Celle-ci permettait de rejoindre Liart et Guise en évitant le passage par la gare d'Hirson, mais la faible rentabilité de la ligne entraine une première fermeture de la section rejoignant la gare jusqu'à Liart en 1935, puis la fermeture définitive de la ligne avec le tronçon de Romery à Vervins en 1951.
Par le transport en commun, Vervins se trouve sur la ligne 460 du réseau de la Régie des transports de l'Aisne (RTA) reliant Hirson par la commune puis Sains-Richaumont et Saint-Quentin. Un service de transport à la demande, dénommé Herbus, permet aux habitants de relier des communes de la Thiérache à d'autres communes de la même région comme Guise, Sains-Richaumont et Hirson. Ce service a été mis en place par le pays de Thiérache en mars 2009.
Pour le transport aérien, les deux aéroports civils les plus proches sont Roissy-Charles-de-Gaulle, situé à 146 km de Vervins et l'aéroport de Lille-Lesquin, se trouvant à 123 km.

### Risques naturels et techniques
Traversée par deux cours d'eau, Vervins s'est dotée d'un plan de prévention des risques (PPR) pour les crues, les inondations et les coulées de boues, approuvé le 23 mai 2008. Au vu du terrain vallonnée de la commune, la commune a dû se doter de ce type de plan, réglementant également la politique d'aménagement de l'urbanisme en lien avec le PLU. La commune a déjà été plusieurs fois touchée par ce phénomène, d'où des arrêtés de catastrophe naturelle à la suite d'inondation et coulée de boue, en janvier 2011, en novembre 2002, en août 1999, en août 1995.
La commune est également soumise à un faible risque en matière de retrait-gonflements argileux au vu de la nature du sol et à un risque inexistant d'effondrement des cavités souterraines, même si trois caves ont été recensés par le Bureau de recherches géologiques et minières (BRGM). Le risque sismique est considéré comme très faible soit en zone 1 selon la carte du zonage définie par le gouvernement,. Cependant, la commune se trouve à quelques kilomètres de communes étant en zone sismique 2, soit de niveau faible, comme La Bouteille qui se situe à 5,4 kilomètres de Vervins.
Des risques techniques sont également recensés sur Vervins avec des sites rejetant des polluants dans un rayon de 5 kilomètres et des anciens sites industriels inscrits dans la base BASIAS pouvant être pollués. Un gazoduc traverse également le territoire de la commune pour relier Marle à Hirson. Il permet également une alimentation en gaz de la commune et représente un risque avec une explosion en cas de fuite ou de perforation accidentelle.

## Toponymie
La plus ancienne mention toponymique de Vervins remonte à la période romaine avec l'itinéraire d'Antonin sous le nom de Verbinum et avec la Table de Peutinger sous le nom de Vironum ; Vervinz en 1138 dans un cartulaire de l'abbaye de Prémontré, puis Vervin dans un cartulaire de l'abbaye de Thenailles en 1164. Elle est mentionnée aussi sous la forme latinisée Vervinium en 1190, Vervinnum en 1193, Vervinum castrum au XIIIe siècle. On retrouve également la forme Vrevin dans un cartulaire de l'abbaye de Saint-Michel au XIIIe siècle, Vreving en 1385 puis Vrevyns dans un registre du bailliage du Vermandois en 1554 et Vervyn dans les archives de la commune en 1573.
L'Empire romain, pour faciliter l'accès aux divers territoires qu'il s'était annexés, fit tracer à travers le pays un réseau de grandes routes droites qu'on a appelées « voies romaines », une  artère allait de Bavai à Reims et passait par Vervins, désigné à cette époque par deux noms d'origine celtique Verbin et Viron, auxquels les Romains ajoutèrent la désinence latine um, ce qui donne Verbinum et Vironum, sans doute parce que Vervins a été établi à deux endroits différents. À l'époque gallo-romaine, la localité occupait un emplacement beaucoup plus bas que celui d'aujourd'hui. Au XIIe siècle, à la suite de luttes fréquentes des seigneurs entre eux, Vervins fut obligé de s'ériger en forteresse et occupa l'emplacement plus élevé que nous lui voyons aujourd'hui. C'est ce qui explique le mot Verbinum donné à ce deuxième emplacement.
1) La syllabe ver, d'origine celtique, ou peut-être tirée du sanskrit var, donne une idée de « lieu habité » [???]. De nombreux noms de villes commencent par ces lettres : Verdun, Vermand, Vermelles, Vermenton, etc. Quant au reste du nom, bin, séparé de sa désinence latine, il signifie en celtique « pointe ou sommet » [???]. Les deux syllabes réunies nous donnent donc : « sommet habité ». Ce fut le cas pour notre cité lorsqu'elle fut obligée de se transformer en forteresse. La transformation du b en v lors de son passage du latin en français est courante.
2) L'ouvrage d'Ernest Nègre explique le mot Verbinum par le gaulois verbi (« vache »), avec le suffixe –inum. Ce nom serait donc d'origine celtique par le gaulois avec une connotation agricole.

## Histoire

### Antiquité, naissance de Vervins
La plus ancienne trace écrite de Vervins remonte à la période romaine au IIIe siècle sous la forme Verbinum ou Vironum, elle figure sur l'itinéraire d'Antonin et sur la Table de Peutinger. Verbinum/Vironum se situait au carrefour de deux voies romaines, l'une reliant Bagacum Nerviorum (Bavay) à Durocortorum (Reims) et l'autre reliant Augusta Viromanduorum (Saint-Quentin) à Macquenoise (Belgique). Cette cité antique était vraisemblablement un vicus, une agglomération secondaire, de la citas des Viromanduens.
Le site antique est situé au nord-est de la commune, et une partie se trouve sur le territoire de la commune de Fontaine-lès-Vervins, mais une occupation de l'éperon, site actuel du centre-ville, n'est pas à exclure. Des fouilles ont été menées sur le site dans les années 1870. Elles ont révélé en 1870 un théâtre antique composé de gradins disposés en demi-cercle autour du mur de scène sur une longueur de 25 mètres avec un orchestre situé à deux mètres soixante-dix de profondeur. Des traces de pierres calcinées sur le mur laissent supposer qu'un incendie a touché l'édifice. Le théâtre pouvait contenir quelques milliers de spectateurs. Ces découvertes archéologiques attestent la relative importance de Verbinum.
En même temps que les découvertes sur le théâtre, un temple est découvert. D'autres fouilles ont révélé des vestiges d'habitations, des lieux d'inhumations, des statuettes et des objets. Des pièces de monnaie permettent d'établir une chronologie depuis l'empereur Auguste jusque dans le dernier quart du IIIe siècle avec une pièce de 260 de l'empereur Valérien et des pièces des empereurs des Gaules Postume et Tétricus.
Les fouilles n'ont pas permis de trouver de nouvelles traces après le IIIe siècle, laissant supposer une transformation de l'habitat sur Vervins.

### Moyen Âge

#### Haut Moyen Âge, un temps incertain pour Vervins
Lors du Haut Moyen Âge, entre 476 et l'an mil, deux nécropoles mérovingiennes sont observés et fouillées au XIXe siècle à deux endroits différents de la commune ainsi que deux sépultures au pied du théâtre antique. Ces découvertes attestent l'existence d'une population sur la commune. Une tradition orale du XVIIIe siècle veut que Vervins aurait été un village situé le long du Chertemps en fond de vallée au pied de l'éperon où se situe l'actuel centre-ville, mais aucune preuve ne permettent d'étayer cette hypothèse. Dans les environs, au VIIe siècle, des moines irlandais sillonnent la région pour évangéliser comme Adalgis de Thiérache, qui s'établit le long de la vallée de l'Oise où ils fondent un monastère à l'origine de la commune de Saint-Algis.

#### La seigneurie de Vervins
Au début du XIIe siècle, Vervins est une seigneurie appartenant à la famille de Coucy et relève du comté du Vermandois comme arrière-fief. En effet, Thomas de Marle (v. 1073-1130) hérite de la seigneurie de sa mère, Adèle de Marle, que son père Enguerrand Ier de Coucy a acquis avec son mariage. Les Coucy resteront seigneur de Vervins pendant cinq siècles.
Raoul Ier de Coucy, petit-fils de Thomas de Marle octroie à Vervins, une charte communale dite « loi de Vervins » en 1163, fixant les droits accordés à la ville. Cette charte renouvelle celle octroyé par Thomas de Marle entre 1116 et 1123 afin de faire oublier ses exactions passées.
À la suite de la charte, Vervins s'établit sur l'éperon, comme un village neuf ceint d'une enceinte composée de vingt-deux tours et de trois portes. En 1209, une porte, menant à Fontaine, est ainsi mentionnée. Le village neuf de Vervins se structure progressivement en ville.
À la mort de Raoul Ier de Coucy en 1191, ses seigneuries sont répartis entre ses fils. Enguerrand III de Coucy prend le titre de seigneur de Coucy et de Marle tandis que son frère Thomas de Vervins (Vers 1180/1181 - † vers 1252/1253) hérite de la seigneurie de Vervins. Ce dernier fonde ainsi la branche cadette de Coucy-Vervins, mais il reste suzerain de son frère ainsi que ces descendants. Thomas octroie aussi une nouvelle charte communale en 1138 en langue romane et établit son château dans la ville selon un texte de 1229.

#### Vervins aux mains des Bourguignons pendant la guerre de Cent Ans
Au début de la guerre de Cent Ans, en 1339, les troupes du sire de Fauquemont, ainsi que celle du roi d'Angleterre n'osent pas s'attaquer à Vervins en raison de son enceinte fortifiée, mais ils ravagent la région en pillant et en incendiant. Philippe VI finit par intervenir et repousser ses incursions. En 1398, voire avant cette date, l'existence d'un grenier à sel à Vervins pour la gabelle est attesté dans une charte des archives du Nouvion. En 1413, la seigneurie fait partie du comté de Marle lors de l'érection de la seigneurie en comté. Lors de la guerre civile entre Armagnacs et Bourguignons, six-cents soldats Armagnac prennent par ruse la ville de Vervins en 1412 et la pillent pendant trois jours. Le seigneur Regnault de Vervins, partisan du duc de Bourgogne, apprenant la nouvelle à Paris, revient avec une petite armée et reprend la ville, après la fuite, pendant la nuit, des Armagnacs. En octobre 1433, une petite armée, venant de Laon, tente de prendre Vervins, au main des Bourguignons, au nom du roi par la ruse, mais celle-ci échoue et se retire.

#### Vervins réunie au royaume de France
À la mort du roi Charles VII, le 22 juillet 1461, son fils, Louis XI, venant du château de Genappe, passe par Vervins pour rejoindre Reims afin de recevoir le sacre. En septembre 1475, Louis XI revient à Vervins pour négocier et signer le traité dite les trêves marchandes avec les ambassadeurs de Charles le Téméraire. Il prévoit la livraison des places fortes comme Saint-Quentin au duc de Bourgogne tandis que le roi conserve des places fortes comme Marle. Il est prévu également le démantèlement des fortifications de Vervins, mais cette clause ne fut jamais appliquée.

### Époque moderne

#### Vervins sous la menace étrangère
En 1515, le seigneur Raoul de Vervins décède. La seigneurie est mis en indivision avec ses deux enfants, Jacques Ier de Vervins et Raoul II de Vervins. Ces derniers prennent le titre de seigneur de Vervins et se répartissent les terres mis en indivis en 1522.
Pour contrer d'éventuelles attaques des troupes impériales, François Ier demande en 1520 d'évaluer l'état des fortifications de la ville. Lors d'incursions en 1521 et en 1524, des troupes impériales ravagent la région, mais ils évitent Vervins. Face aux pillages incessants autour de la ville, Raoul II parvient à obtenir pour la ville de la part du roi un affranchissement d'impôts sur les aides, la taille.
Devenu gouverneur militaire de Boulogne, Jacques Ier subit, en 1544, un long siège de Boulogne-sur-Mer. Ce dernier finit par offrir la reddition au bout de 60 jours. Après la mort de François Ier Henri II fait arrêter Jacques Ier et son beau-père Oudard du Biez pour haute trahison sur l'accusation d'avoir mal défendu Boulogne-sur-Mer. Après un procès, Jacques Ier est condamné à mort et à la confiscation de ses biens. Il est décapité sur la Place de Grève à Paris en juillet 1549. Ses biens confisqués sont finalement rendus à son fils Jacques II en 1550 où il devient seigneur de Vervins avec son oncle Raoul II.

#### Vervins détruite par les Espagnols puis reconstruite
En 1552, Marie d'Autriche, gouvernante des Pays-Bas envoie une troupe de quinze mille soldats en Picardie, conduite par le comte de Rœulx afin de faire diversion au siège de Metz mené par les troupes commandées par Charles Quint. Cette troupe prend d'assaut Vervins et met le feu à la ville. L'incendie n'épargne aucune habitation.
En 1557, les troupes espagnoles menées par le duc Emmanuel-Philibert de Savoie, venant des Pays-Bas, entrent en Thiérache, pillent la région puis marchent vers Saint-Quentin. Des détachements prennent à nouveau Vervins et l'incendient. En 1561, Jacques II devient l'unique seigneur de Vervins à la suite du décès et du testament de Raoul II.
Après ces événements de 1552 et 1557, la ville connaît une reconstruction active. Jacques II fait construit un nouveau château appelé Château Neuf, siège actuel de la sous-préfecture, pour y habiter. L'ancien château prend alors le nom de Vieux Château. L'église Notre-Dame est restaurée et agrandie. L'hôtel de ville est bâti sur son emplacement actuel après le rachat du terrain à l'abbaye de Foigny par les bourgeois de la ville pour remplacer l'ancien, tombé en ruine et situé dans un lieu non-connu. Les remparts sont également réparés et un Hôtel-Dieu est installé à l'extérieur au niveau de la porte de Marle.
À la suite des incendies de 1552 et 1557, les bourgeois de Vervins réclament une révision de la charte communale. Jacques II accorde à la suite de discussions, une révision de la « loi de Vervins » par une transaction signée en 1573. En 1578, les troupes espagnoles assiègent la ville, mais finissent par l'abandonner face aux fortifications réparées pour prendre un fort situé au hameau de la Verte Vallée, dont une partie se situe sur la commune. Jacques II décède en 1587, son unique fils, Jean hérite du titre, mais il meurt en 1588. Les filles de Jacques II se partagent alors l'héritage de leur frère Jean en 1591 et la seigneurie de Vervins échoit à Isabeau. Celle-ci se marie en 1600 avec Roger, comte de Comminges puis en 1618 avec René du Bec, seigneur de Vardes, après le décès de son mari.
La mémoire de Jacques Ier est finalement réhabilitée par Henri III en 1575. Cette réhabilitation émane d'une demande auprès du roi de son fils, Jacques II, soutenue par Henri Ier de Guise et Charles de Bourbon-Soissons, comte de Marle et de Soissons. Pour fêter cet évènement, Jacques II organise une grande cérémonie le 7 mai 1577, réunissant ses soutiens, le Cardinal de Bourbon, les évêques de Soissons et de Laon, la noblesse de la région, les membres de sa famille et un hérault d'armes du roi.
Une armée de ligueurs s'empare de Vervins le 2 février 1590 après un siège de six jours. La ville est finalement reprise par l'armée royale le 9 mai 1594 après un siège de quatorze jours.

#### La Paix de Vervins
Au début de l'année 1598, les plénipotentiaires français et espagnols se réunissent à Vervins le 9 février pour négocier un nouveau traité entre la France et l'Espagne. Ils sont également accompagnés par le légat Alexandre de Médicis, futur Léon XI, et de l'évêque de Mantoue, François de Gonzague. Le légat préside la table des discussions. Le 27 février, le marquis de Lullins, ambassadeur du duc de Savoie rejoint la table des discussions pour régler le différend entre le duc et le roi de France au sujet du marquisat de Saluces. Après trois mois de négociation, la paix de Vervins est signée le 2 mai 1598, puis proclamée le 12 mai 1598 en France et aux Pays-Bas. Henri IV approuve le traité le 21 juin et l'archiduc Albert d'Autriche accepte la paix à Bruxelles au nom de Philippe III. Avant de quitter la ville le 31 mai, le légat Alexandre de Médicis offrit des objets religieux à l'église Notre-Dame et il est salué par une harangue de Marc Lescarbot.

#### Vervins auXVIIesiècle
En 1609, les deux sœurs, Guillemette et Isabeau de Coucy, s'associent avec les bourgeois de Vervins, pour agrandir une petite chapelle bâtie à l'extérieur de la ville, la chapelle Saint-Anne. Cet édifice est détruit à la révolution pour être reconstruit après la Restauration. Des travaux de restauration sont également menés sur les remparts de Vervins.
En 1635, Vervins devient une subdélégation de la généralité de Soissons.
Un nouveau conflit avec l'Espagne, dès 1635, ravage la Thiérache, mais Vervins semble épargnée. En 1649, Isabeau décède, son fils Claude-Roger de Comminges hérite de la seigneurie. Ce décès marque la fin de la présence de cinq siècles des Coucy à Vervins au profit des Comminges.
Lors de la Fronde, une armée de frondeurs avec des contingents espagnols, menée par Turenne prend finalement Vervins le 6 septembre 1650. En mai 1651, une armée conduite par le marquis de Castelnau reprend la ville en deux jours aux Espagnols. Un nouveau contingent espagnol revient devant Vervins en octobre 1651 mais finit par lever le siège. L'armée espagnole fait son retour devant la ville en janvier 1653 et l'occupe le 20 janvier après avoir conclu la reddition de la garnison française. Turenne, informé de la reddition, revient devant la place forte le 25 janvier avec ses troupes et reprend Vervins le 28 janvier.
Dès 1680, les franchises obtenues sous François Ier, renouvelées successivement sont menacées, le fermier Claude Boutel réclame la fin de la franchise. La ville tente de se défendre devant l'élection de Laon. Celle-ci décide le rétablissement des franchises, mais Vervins continue de se défendre et en appelle à l'intendant Colbert. Les franchises sont finalement supprimées, pour une partie en 1682 et pour le reste en 1683.

### Carte de Cassini

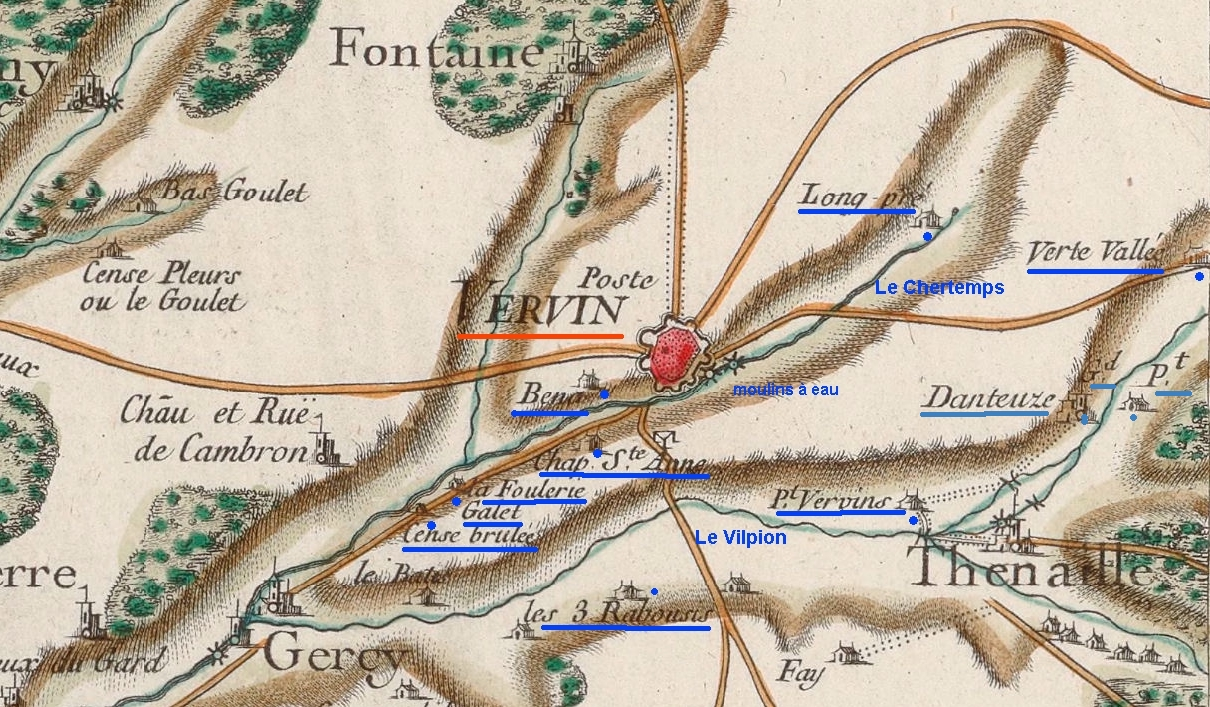
Carte de Cassini du secteur
(vers 1750).

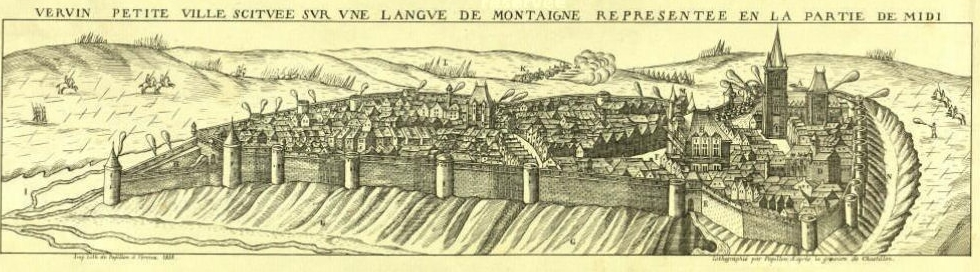
Gravure des fortifications de Vervins au XVIIIe siècle.

La carte de Cassini montre qu'au XVIIIe siècle, Vervins (écrit sans le S final) est une ville fortifiée située sur la rive droite du Chertemps. 

Le mot Poste indique que la ville, possède un relais de poste car elle est une importante étape sur les routes reliant Laon à Hirson, La Capelle à Reims et Guise à Montcornet.

De nombreux hameaux et fermes, notés sur la carte, existent encore de nos jours:
- Long-pré sur le Chertemps est une ferme déjà citée en 1212 sous le nom de Longus-Pratus dans un cartulaire de l'abbaye de Saint-Michel[50].
- à l'ouest, la Verte Vallée (écrit Verdevallée en 1616) était un hameau à cheval sur les paroisses de Vervins, Landouzy-la-Cour et Thenailles[51].
- La Grande Danteuze était un hameau et la Petite Denteuze une ferme qui appartenaient à l'abbaye de Thenailles ; leur nom apparaît au XIIIe siècle sous l'appellation de in toto territorio de Dointeuse[52].
- sur le Vilpion, le Petit-Vervins était un hameau à cheval sur Vervins et Thenailles[53].
- Les Trois Rabousis étaient trois fermes situées l'une sur la paroisse de Gercy, une autre sur Vervins et la dernière sur Hary. Deux papeteries qui fonctionnaient grâce à la force motrice de moulins à eau installés sur le Vilpion ont été détruites en 1834 et 1841. Celle du Grand-Rabousis qui dépendait de Vervins avait été construite au début du XVIIe siècle[54],[55].
- au sud-ouest, sur le Chertemps, sont figurés la Chapelle-Sainte-Anne, la Foulerie Galet et la Cense Brûlée[56].

Lors de la guerre de Succession d'Espagne, l'armée hollandaise, mené par Groweistein, se trouve le 11 juin 1712 à proximité de Vervins et réclame cent mille livres pour ne pas rentrer dans la ville. Les bourgeois refuse de payer cette somme et Groweistein finit par se présenter devant Vervins qui lui ouvre ses portes. L'armée de Groweistein profite de la situation pour piller les alentours de la ville. Après négociation, Groweistein quitte Vervins avec vingt-deux mille livres et deux otages comme garants de bonne foi des bourgeois de la cité.
Le seigneur de Vervins, Louis de Comminges, cède gratuitement en 1722 le Vieux-Château à la ville pour établir un collège dans ses murs. Il décède en 1725 sans héritier direct et Anne Fernandine de Joyeuse-Grandpré, cousine germaine hérite des titres. Cette succession est contestée puis le Parlement de Paris décide en 1734 de donner la seigneurie à Jean-Charles de Bonneville. Le nouveau seigneur rénove le Château Neuf et embellit le jardin du château en démolissant une partie du rempart de la ville, masquant la vue de la campagne. Les bourgeois contestent cette démolition et demande sa réédification. En 1739, Jean-Charles de Bonneville décède brutalement et laisse sa fille Marie Jeanne Olympe de Bonneville comme seule héritière.
L'écroulement d'une partie des remparts le 5 janvier 1741 oblige la ville d'étudier l'état de son enceinte fortifiée dégradée par une commission. Sur le rapport de la commission, il est décidé de rabattre certaines tours et de démolir le rempart devant le Vieux-Château.
Après avoir atteint ses seize ans, Marie Jeanne Olympe de Bonneville se marie en 1752 avec Louis Auguste de Rohan-Chabot, mais ce dernier décède en 1753. Elle se remarie en 1755 avec François Henri de Franquetot, duc de Coigny. Elle meurt en 1757, laissant deux enfants en bas âge. Le fils ainé, François Marie Casimir de Franquetot, hérite de la seigneurie et il est également le dernier seigneur de Vervins avant la Révolution.
Deux incendies en 1759 et en 1763 ravagent une partie de la ville et des faubourgs. En 1767, des piqueurs des ponts et chaussées de la généralité de Soissons prépare le bornage de la future route royale entre Paris et Mons et la ville accepte le percement de cette route dans son enceinte. Une partie des remparts au niveau de la porte de Marle est démolie, de deux corps de garde et de la porte des Champs. Les travaux durent de 1769 à 1788 pour terminer la section de Marle à Larouillies.
En 1788, les habitants décident de l'abandon du cimetière situé autour l'église Notre-Dame pour établir un nouveau cimetière autour de la chapelle Sainte-Anne. La première inhumation a lieu le 27 mai 1788.
Pour préparer les États généraux de 1789, chaque paroisse, comme Vervins, rédige son cahier de doléances en fonction des trois ordres. Les trois ordres du bailliage du Vermandois se réunissent à Laon, courant mars, pour rédiger le cahier de doléances du bailliage et élire les délégués pour Versailles. Vervins est ainsi représenté par le curé-doyen Jacques Joffret pour le clergé, par le marquis de Coigny, seigneur de Vervins pour la noblesse, et pour le tiers état, par Jacques Philippe Ferdinand Dupeuty, Jean Antoine Debry et Charles Barthélémy Perin. Aucun des élus du bailliage pour Versailles n'appartient à Vervins.

### Époque contemporaine

#### Révolution française, Vervins chef-lieu de district
Après les événements survenus pendant l'été 1789, l'Assemblée nationale constituante décrète l'introduction d'un nouveau découpage administratif le 11 novembre 1789 pour le pays. À Vervins, l'ancien découpage disparait, soit la seigneurie et la ville de Vervins, pour être remplacé par la commune de Vervins. La loi du 14 décembre 1789 officialise l'organisation et le fonctionnement des communes.
Le nouveau découpage administratif rattache Vervins au département de l'Aisne dès le 4 mars 1790. Ce dernier est découpé en six districts subdivisés en plusieurs cantons. Avec l'importance de sa population, la commune devient le chef-lieu de son canton, composé de 14 communes.
Pour le district, la commune est rattachée au district de la Thiérache, mais un conflit s'engage entre Vervins et Guise pour le chef-lieu de district. Une assemblée du district doit se tenir à Guise le 4 juin 1790 pour faire ce choix,. Dans cette discorde, la commune prétend avoir une position plus centrale que Guise tandis que celle-ci fait prévaloir sa primauté dans l'ordre administratif et judiciaire dans le district. Après trois jours de débats houleux et des Guisards hostiles, l'assemblée décide de fixer le chef de district à Vervins. À la suite de ce choix, les Guisards interrompent l'assemblée et contestent toujours la décision. Ces nouvelles se répandent rapidement dans la région et la Garde nationale de Vervins est envoyé sur Guise pour faire appliquer la décision, mais la situation retrouve rapidement son calme sans coup de feu. L'Assemblée nationale constituante finit par approuver le 16 juin 1790,.
Guise n'abandonne pas sa contestation et fait tenir à Marle, une nouvelle assemblée du district, où elle est choisie comme chef-lieu. Les Guisards finissent par obtenir de l'Assemblée nationale constituante, l'établissement du tribunal du district à Guise le 18 août 1790. Vervins conteste à nouveau, mais elle ne parvient pas à faire changer la décision, car elle est contraire au vœu de l'assemblée tenue à Marle. Après de nouvelles demandes, la commune obtient finalement le siège du tribunal du district par décret le 13 octobre 1792. Guise conteste le décret devant le Convention qui ne change rien à sa décision,.
Une disette frappe la région en août 1794, à cause d'un violent orage en mai détruisant les récoltes. Face à ce désastre, la municipalité cherche des moyens pour approvisionner en farine et en blé la ville auprès des villes voisines comme Saint-Quentin. Face à l'absence de résultats, des troubles se forment finalement pendant l'hiver 1794-1795 comme le 19 janvier 1795 où un rassemblement trouble la distribution de pain. La contestation ne faiblit pas, le 28 mai, la distribution du pain à la mairie est perturbée et le 30 mai, un rassemblement, venant des faubourgs, menace de piller les magasins de la ville. La municipalité fait appel à sa Garde nationale pour ramener l'ordre. Face à ces troubles et à l'insistance de la municipalité, la Comité de salut public demande l'envoi de deux cents quintaux de blé de Dunkerque à Vervins.
La Constitution de l'an III (22 août 1795) supprime le district de Vervins.

#### Vervins pendant le Consulat et le Premier Empire
La loi du 28 pluviôse an VIII (17 février 1800) crée les arrondissements en remplacement des districts. Vervins devient une sous-préfecture de l'Aisne et chef-lieu de l'un des cinq arrondissements créés du département.
En 1802, au niveau des remparts non démolis, la porte de Marle s'effondre à cause de la vétusté et du manque d'entretien. En mai 1806, une inondation, due à un orage, touche le bas de Vervins avec une eau à deux mètres. Elle inonde l'Hôtel-Dieu et détruit des ponts sur le Chertemps. L'année suivante, en août, un incendie se déclare dans les faubourgs et détruit des habitations.
Lors de la campagne de France de 1814, un détachement un corps de l'armée russe, mené par Wintzingerode entre dans Vervins le 9 février, après un repérage par trois éclaireurs pendant la nuit du 8 au 9. Après la défaite de Waterloo, une armée coalisée entre dans Vervins le 22 juin et occupe l'arrondissement jusqu'à la fin de l'année 1815.

#### Restauration, Vervins demeure chef-lieu d'arrondissement
En 1816, le conflit entre Guise et Vervins se ranime, une nouvelle fois au sujet du chef-lieu de l'arrondissement. Guise souhaite l'obtenir et espère le soutien du prince de Condé. Informé de la situation, Vervins obtient le soutien de François Henri de Franquetot, père du dernier seigneur de la ville et gouverneur des Invalides. Avec l'aide de Pierre Beuret d'Hirson et monsieur Piette-Jouette de Vervins, ils parviennent à faire échouer la demande de transfert du chef-lieu qui reste définitivement à Vervins,.
Une disette frappe Vervins et sa région entre 1816 et 1817.

#### Monarchie de Juillet, Vervins touchée par le choléra
En mai 1832, la commune est touchée par une épidémie de choléra causant la mort de 16 personnes. En 1841, les remparts, tombant en ruine sont percés à l'est de Vervins pour créer une nouvelle route reliant Hirson.

#### Guerre de 1870, Vervins épargnée
En 1869, la gare de la commune ouvre ses portes, sur la Ligne de Paris à Hirson, pour relier d'abord Laon puis Hirson en 1870, juste à temps pour transporter les troupes françaises rejoignant Mézières dans la guerre franco-allemande de 1870. Vervins est épargné par ce conflit et les Allemands n'envoient aucune troupe pour l'occuper, mais ils atteignent Laon le 9 septembre 1870. Après l'armistice du 28 janvier 1871, 2 000 Allemands prennent possession de Vervins. Pendant cette guerre, 61 jeunes Vervinois meurent au combat.

#### Première Guerre mondiale, Vervins subit l'occupation allemande

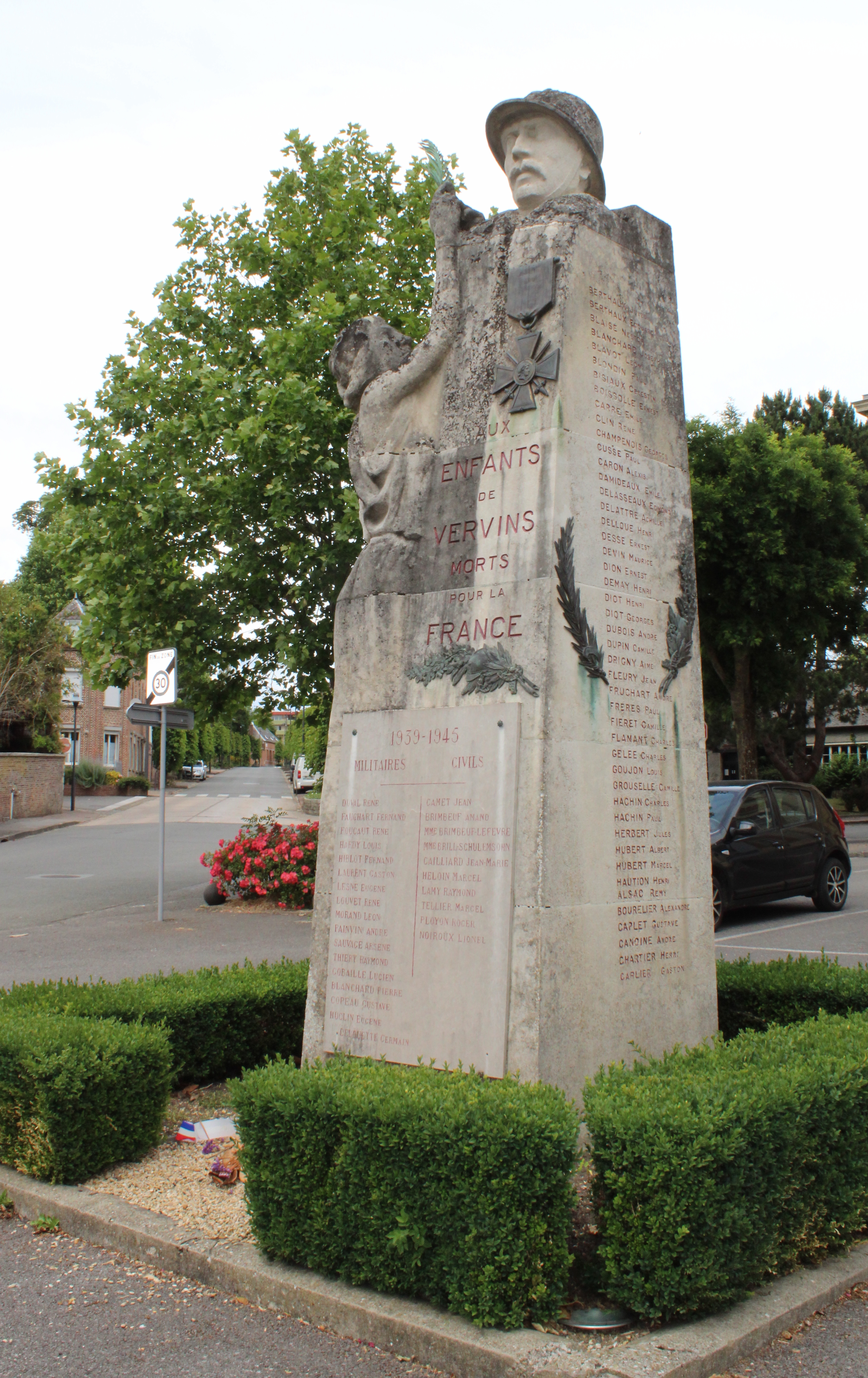
Le monument aux morts.

La Première Guerre mondiale est déclenché le 3 août 1914 par la déclaration de guerre de l'Allemagne à la France. Vers le 20 août, l'armée allemande est déjà aux abords de la frontière française. Organisant sa retraite, la 5e armée française établit son QG dans le Vieux-Château durant un jour dans la commune, le 25 août 1914 en vue de préparer la bataille de Guise pour retarder la progression des Allemands. Après la bataille, Vervins tombe au main des Allemands le 30 août 1914. La commune dispose d'une Kreiskommandantur comme elle est le chef-lieu de l'arrondissement. Elle est libérée le 7 novembre 1918 lors de l'offensive des Cent-Jours. À l'issue de ce conflit, sur les deux monuments aux morts, 196 noms sont inscrits, dont certains sont identiques sur les deux monuments aux morts de la commune,.

#### Seconde Guerre mondiale
Lors de la Seconde Guerre mondiale, pendant la Drôle de guerre, le poste de commandement de la 9e armée du général d'armée André Georges Corap est établi à Vervins. Pendant la bataille de France, les Allemands entrent dans Vervins le 16 mai 1940. Les Américains libèrent la ville le 1er septembre 1944. Au lendemain du conflit, 17 jeunes soldats vervinois et 10 civils vervinois sont morts.

## Politique et administration

### Situation administrative
Vervins est une sous-préfecture du département de l'Aisne.
À la suite du redécoupage cantonal de 2014, la commune est bureau centralisateur du canton de Vervins, recomposé à 66 communes. Avant ce redécoupage, elle a été chef-lieu de son canton, composé de 24 communes. À l'issue du second tour des élections départementales de 2015, Marie-Françoise Bertrand et Nicolas Fricoteaux sont élus conseillers départementaux du canton de Vervins. Nicolas Fricoteaux est également président du conseil départemental de l'Aisne depuis avril 2015.
La commune est le chef-lieu de l'arrondissement de Vervins. Elle est rattachée à la 3e circonscription de l'Aisne. Le député de cette circonscription, élu le 30 juin 2024 est Eddy Casterman RN

### Tendance politique et résultats
Vervins est une commune ancrée à gauche, surtout pour le parti socialiste. Ces candidats ont reçu d'excellent résultat dépassant souvent 55 % sauf aux élections européennes. Cela est dû également à la présence du député-maire de la commune entre 1983 et 2013, Jean-Pierre Balligand, comme candidat, où celui-ci a eu un ancrage local très fort sur sa commune. La seule remportée par la droite à Vervins est l'élection présidentielle de 2002 en raison de l'épisode du 21 avril. Seulement, depuis la dernière élection présidentielle de 2012, le FN effectue une percée et bouleverse le schéma électoral traditionnel. Il est arrivé en tête lors des élections européenne de 2014 et au premier tour des élections régionales de 2015.

#### Élections présidentielles les plus récentes
Lors du second tour de l'élection présidentielle de 2007, Nicolas Sarkozy, UMP, élu, avait obtenu 45,15 % des suffrages et Ségolène Royal, PS, 54,85 % des suffrages ; le taux de participation était de 84,53 %.
Lors du second tour de l'élection présidentielle de 2012, François Hollande, PS, élu, avait recueilli 60,29 % des suffrages et Nicolas Sarkozy, UMP, 39,71 % des suffrages ; le taux de participation était de 79,98 %.

#### Élections locales les plus récentes
Lors du second tour des élections départementales de 2015, le binôme UDI Marie-France Bertrand et Nicolas Fricoteaux, élu, avait obtenu 64,92 % des suffrages et le binôme FN, Francis Duroit et Valérie Thonnon-Duez, 35,08 % des suffrages ; le taux de participation était de 51,36 %.
Lors du second tour des élections régionales de 2015, la liste de Xavier Bertrand, Les Républicains, élu, avait recueilli 58,42 % des suffrages et la liste de Marine Le Pen, FN, 41,58 % des suffrages ; le taux de participation était de 57,25 %.

#### Élections municipales les plus récentes
Lors des élections municipales de 2008, les 23 conseillers municipaux ont été élus dès le premier tour ; le taux de participation était de 75,75 %.
Lors des élections municipales de 2014, la liste de Jean-Marc Prince a été élue dès le premier tour avec 100 % des suffrages, face à l'absence de liste d'opposition pour ces élections ; le taux de participation était de 57,18 %.

### Administration municipale
Le nombre d'habitants, lors du dernier recensement de 2011, étant compris entre 2 500 et 3 500 habitants, le nombre de membres du conseil municipal est de 23, à la suite des élections de 2014 comme ceux de 2008.
Le maire actuel de la commune est Jean-Marc Prince, depuis le 15 mars 2013, accompagné de six adjoints ayant reçu une délégation et d'un conseiller délégué. La commune porte le code commune 02789.

### Listes des maires
Le nombre des maires de Vervins qui se sont succédé depuis 1945 sont au nombre de quatre, d'où les noms ci-dessous :
| Période                                  | Période                   | Identité              | Étiquette | Qualité                                   |
| ---------------------------------------- | ------------------------- | --------------------- | --------- | ----------------------------------------- |
| Les données manquantes sont à compléter. |                           |                       |           |                                           |
| mars 1959                                | mars 1983                 | Jean Jaluzot          |           | pharmacien                                |
| mars 1983                                | 15 février 2013           | Jean-Pierre Balligand | PS        | député, conseiller général                |
| 15 février 2013                          | En cours (au 23 mai 2020) | Jean-Marc Prince      | SE        | Proviseur Réélu pour le mandat 2020-2026, |

### Instances judiciaires et administratives
Jusqu'à la fin de 2009, les Vervinois relevaient de la juridiction du tribunal d'instance de la commune. La réforme de la carte judiciaire, mise en place le 1er janvier 2010 a supprimé le tribunal d'instance de Vervins, le tribunal d'instance de Laon qui est également l'un des tribunaux judiciaires du département, prend la compétence de Vervins. La commune se situe dans le ressort du tribunal administratif et de la cour d'appel d'Amiens, préfecture de la Somme. En matière commerciale, les Vervinois relevaient également de la juridiction du tribunal de commerce de la commune jusqu'à la fin 2008. La réforme de la carte judiciaire a supprimé cette juridiction pour la rattacher au tribunal de commerce de Saint-Quentin au 1er janvier 2009.
Vervins dispose d'une brigade de proximité de la gendarmerie qui a pour ressort la commune et sa région.

### Intercommunalités
Vervins fait partie de la communauté de communes de la Thiérache du Centre (CCTC) depuis sa création le 31 décembre 1992, regroupant 68 communes des cantons de Marle, de Vervins et de Guise, situés dans l'arrondissement de Vervins. L'organisme intercommunal intervient dans plusieurs domaines : action sociale, tourisme, développement et aménagement social et culturel, développement et aménagement économique, assainissement, traitement et collecte des déchets, etc. La Thiérache du Centre est l'un des cinq établissements publics de coopération intercommunale membres du Pays de Thiérache, une structure regroupant les intercommunalités en Pays, dont le siège est situé sur la commune.
Le SIVOM du Vervinois assure également des compétences d'action sociale et d'activité péri-scolaire. Fondé le 15 mai 1990, son siège se situe sur la commune et elle regroupe les 24 communes du canton de Vervins avant le redécoupage cantonal de 2014, rattachés avant le redécoupage cantonal de 2014, avec la commune d'Étréaupont.
Le Syndicat d'alimentation en eau potable des communes de Fontaine-lès-Vervins et Vervins s'occupe essentiellement du traitement, de l'adduction et de la distribution en eau des deux communes membres. Le SIVOM a été créé le 15 octobre 1969 pour entretenir l'acheminement en eau dans la commune et à Fontaine-lès-Vervins et le siège se trouve à Vervins.
La commune est également membre du syndicat du bassin versant amont de la Serre et du Vilpion, s'occupant essentiellement de l'entretien des cours d'eau pour 70 communes membres dont le siège est fixé à Vigneux-Hocquet.
Le syndicat de scolarisation de Vervins et des communes environnantes sert essentiellement au financement et à la scolarisation en primaire dans les établissements scolaires des communes membres et de la commune. Créé le 31 décembre 1996, son siège se trouve à Vervins.
La commune fait également partie de l'Union des secteurs d'énergie du département de l'Aisne (USEDA) depuis le 1er avril 2016, mais son adhésion concerne uniquement une des compétences spécifique de l'USEDA.

### Politique environnementale
Ce domaine de compétence est pris en charge essentiellement par la communauté de communes de la Thiérache du Centre pour l'ensemble de la commune sauf pour l'eau potable.

#### Eau potable et assainissement
L'alimentation en eau potable de Vervins et de Fontaine-lès-Vervins est assurée par le syndicat d'alimentation en eau potable des deux communes. Elle est entièrement mutualisée, à partir d'une station de pompage sur l'Oise à Englancourt et d'un forage à Saint-Algis. En juillet 2015, 1 540 abonnées étaient raccordés sur 60 km de réseau et 230 502 m3 d'eau ont été produits en 2007. Véolia, par délégation de service, assure la distribution.
L'assainissement des eaux usées de la commune est assuré, de manière collective, par une station d'épuration des eaux basé à Fontaine-lès-Vervins, au hameau, le Pont-de-Pierre, sauf pour les hameaux de la commune où elle reste non-collective avec des fosses septiques.

#### Déchets ménagers
Une déchèterie, sur la commune, est accessible aux Vervinois comme aux autres communes de la communauté de communes. Les déchets ménagers recyclables ou non, sont collectés en porte-à-porte de manière hebdomadaire.

### Finances locales
Vervins appartient à la strate des communes ayant une population comprise entre 2 000 et 3 500 habitants. Le tableau ci-dessous présente quelques éléments sur les finances locales de Vervins, sur une période de dix ans :
| Années | Résultat comptable | Résultat comptable   | Besoin () ou capacité () de · financement des investissements | Besoin () ou capacité () de · financement des investissements | Capacité d'autofinancement (CAF) | Capacité d'autofinancement (CAF) |
| Années | Vervins            | Moyenne de la strate | Vervins                                                       | Moyenne de la strate                                          | Vervins                          | Moyenne de la strate             |
| ------ | ------------------ | -------------------- | ------------------------------------------------------------- | ------------------------------------------------------------- | -------------------------------- | -------------------------------- |
| 2004   | 404                | 160                  | 168                                                           | 0                                                             | 404                              | 164                              |
| 2005   | 238                | 168                  | 232                                                           | 7                                                             | 238                              | 175                              |
| 2006   | 295                | 174                  | 14                                                            | 0                                                             | 295                              | 180                              |
| 2007   | 340                | 177                  | 192                                                           | 20                                                            | 341                              | 183                              |
| 2008   | 364                | 176                  | 303                                                           | 12                                                            | 365                              | 184                              |
| 2009   | 277                | 174                  | 478                                                           | 5                                                             | 278                              | 181                              |
| 2010   | 401                | 186                  | 350                                                           | 16                                                            | 402                              | 195                              |
| 2011   | 341                | 199                  | 239                                                           | 7                                                             | 345                              | 210                              |
| 2012   | 369                | 176                  | 212                                                           | 18                                                            | 374                              | 187                              |
| 2013   | 320                | 163                  | 59                                                            | 14                                                            | 326                              | 173                              |
| 2014   | 325                | 154                  | 147                                                           | 6                                                             | 332                              | 288                              |

La capacité d'autofinancement de la commune, comparée à la moyenne de la strate, semble observer un cycle assez long, elle est nettement supérieur à la moyenne pendant dix, même si elle fluctue fortement et que la moyenne se rapproche de la capacité d'autofinancement en 2005 et en 2014. Le résultat comptable de la commune est également nettement supérieur à la moyenne de la strate. On observe aussi le même constat, que la capacité d'autofinancement, avec une forte fluctuation du résultat comptable de la commune,.
La capacité de financement des investissements, à l'exception de 2007, 2008, 2010 et 2011 est toujours nettement supérieur à la moyenne de la strate dans laquelle évolue Vervins,.
Le fonds de roulement est de 1 379 000 € soit 490 € par habitant en 2014. Ce chiffre par habitant est supérieur à la moyenne de la strate, situé à 288 € en 2014. Il est toujours positif sur les dix ans et supérieur à la moyenne de la strate sauf en 2008, où il est inférieur,.

## Population et société

### Démographie
Les habitants sont appelés les Vervinois ou Vervinoises.
En 2022, la commune comptait 2 574 habitants. La superficie de la commune étant de 10,35 km2, la densité s'élevait donc à 241,74 habitants par km2.
Vervins forme avec la commune limitrophe de Fontaine-lès-Vervins, l'unité urbaine de Vervins, qui rassemblait 3 440 habitants en 2022. D'une surface de 30,09 km2, la densité s'élevait à 114,12 habitants par km2.
Elle est également au cœur de l'aire urbaine de Vervins, regroupant 7 communes, dont Fontaine-lès-Vervins, Gercy, Harcigny, Hary, Landouzy-la-Cour et Thenailles et 4 526 habitants en 2022. D'une surface de 81,58 km2, la densité s'élevait à 56,5 habitants par km2.
La communauté de communes de la Thiérache du Centre (Thiérache du Centre), dont fait partie Vervins, rassemblait 68 communes et 25 949 habitants en 2021. D'une surface de 722,10 km2, la densité s'élevait à 35,90 habitants par km2.

#### Évolution démographique
Avant la mise en place des recensements individuels, les registres paroissiaux de Vervins, connus à partir de 1629, indiquent une population de 600 feux en 1709, soit environ 3 000 habitants. Ce chiffre de 600 feux reste stable pendant tout le long du XVIIIe siècle comme en 1720, en 1753 et en 1766,.
Le premier recensement individuel connu comme en 1793 où Vervins compte 3 100 habitants. La population baisse de 529 habitants pour atteindre 2 571 habitants en 1831, avant qu'elle connaisse une nouvelle hausse jusqu'en 1881, entrecoupée d'une baisse sur les recensements de 1851 et 1856. La population reste stable entre 1882 et 1911 avec un pic de population de 3 351 habitants en 1896. La Première Guerre mondiale a laissé peu de trace sur la population, puisqu'elle diminue légèrement entre 1911 et 1921 de 87 habitants. Dès le recensement de 1926, la population baisse jusqu'en 1946. Après la Seconde Guerre mondiale, elle amorce une nouvelle augmentation jusqu'en 1975, avant de connaitre une nouvelle diminution et une stabilisation dès le recensement de 1990. Depuis 2008, la population semble commencer une nouvelle baisse, car en 2013, on comptait 2 507 habitants au lieu de 2 690 habitants en 2008 et 2 561 habitants en 2012,.
L'évolution du nombre d'habitants est connue à travers les recensements de la population effectués dans la commune depuis 1793. Pour les communes de moins de 10 000 habitants, une enquête de recensement portant sur toute la population est réalisée tous les cinq ans, les populations de référence des années intermédiaires étant quant à elles estimées par interpolation ou extrapolation. Pour la commune, le premier recensement exhaustif entrant dans le cadre du nouveau dispositif a été réalisé en 2008.

En 2022, la commune comptait 2 574 habitants, en évolution de +1,9 % par rapport à 2016 (Aisne : −1,97 %, France hors Mayotte : +2,11 %).
| 1793  | 1800  | 1806  | 1821  | 1831  | 1836  | 1841  | 1846  | 1851  |
| ----- | ----- | ----- | ----- | ----- | ----- | ----- | ----- | ----- |
| 3 100 | 2 827 | 2 872 | 2 683 | 2 555 | 2 571 | 2 677 | 2 754 | 2 704 |

| 1856  | 1861  | 1866  | 1872  | 1876  | 1881  | 1886  | 1891  | 1896  |
| ----- | ----- | ----- | ----- | ----- | ----- | ----- | ----- | ----- |
| 2 505 | 2 519 | 2 732 | 2 934 | 3 102 | 3 202 | 3 215 | 3 233 | 3 351 |

| 1901  | 1906  | 1911  | 1921  | 1926  | 1931  | 1936  | 1946  | 1954  |
| ----- | ----- | ----- | ----- | ----- | ----- | ----- | ----- | ----- |
| 3 298 | 3 187 | 3 206 | 3 119 | 3 151 | 2 959 | 2 903 | 2 720 | 2 731 |

| 1962  | 1968  | 1975  | 1982  | 1990  | 1999  | 2006  | 2008  | 2013  |
| ----- | ----- | ----- | ----- | ----- | ----- | ----- | ----- | ----- |
| 2 735 | 2 833 | 2 916 | 2 721 | 2 663 | 2 653 | 2 685 | 2 690 | 2 507 |

| 2018  | 2022  | - | - | - | - | - | - | - |
| ----- | ----- | - | - | - | - | - | - | - |
| 2 579 | 2 574 | - | - | - | - | - | - | - |

#### Pyramide des âges
En 2021, le taux de personnes d'un âge inférieur à 30 ans s'élève à 36,9 %, soit au-dessus de la moyenne départementale (34,5 %). À l'inverse, le taux de personnes d'âge supérieur à 60 ans est de 26,4 % la même année, alors qu'il est de 27,8 % au niveau départemental.
En 2021, la commune comptait 1 229 hommes pour 1 371 femmes, soit un taux de 52,73 % de femmes, légèrement supérieur au taux départemental (51,17 %).
Les pyramides des âges de la commune et du département s'établissent comme suit :
| Hommes | Classe d’âge | Femmes |
| ------ | ------------ | ------ |
| 1,0    | 90 ou +      | 2,1    |
| 6,1    | 75-89 ans    | 9,5    |
| 16,5   | 60-74 ans    | 17,2   |
| 17,6   | 45-59 ans    | 17,6   |
| 19,1   | 30-44 ans    | 19,1   |
| 19,4   | 15-29 ans    | 17,4   |
| 20,2   | 0-14 ans     | 17,0   |

| Hommes | Classe d’âge | Femmes |
| ------ | ------------ | ------ |
| 0,7    | 90 ou +      | 1,9    |
| 6,7    | 75-89 ans    | 9,5    |
| 18,1   | 60-74 ans    | 18,8   |
| 20,2   | 45-59 ans    | 19,6   |
| 18,1   | 30-44 ans    | 17,5   |
| 17,1   | 15-29 ans    | 15,2   |
| 19,2   | 0-14 ans     | 17,6   |

#### Variation annuelle de la population et ménages
L'évolution de la population de Vervins sur la période 1968-2012 voit un solde migratoire, négatif jusqu'à la fin du XXe siècle qui est devenu positif lors du recensement en 2007 puis négatif en 2012. L'accroissement de la population entre 1968 et 1975 est surtout dû au solde naturel, mais le solde naturel n'a pas compensé la baisse survenue entre 1975 et 1990. Il a permis d'obtenir un taux de variation nul en 1999 et n'a joué aucun rôle dans l'accroissement de la population au recensement de 2007. Le solde naturel est pour la première fois négatif en 2012,.
Sur la même période, la diminution de la taille des ménages est notable, 2,1 personnes en 2012 au lieu de 3,4 personnes en 1968. En 2012, Vervins comptait 1 189 ménages. Ils se composaient pour 41,0 % d'entre eux d'une seule personne, pour 25,9 % d'un couple sans enfant, pour 22,5 % d'un couple avec enfant(s), et pour 9,9 % d'une famille monoparentale. Les ménages avec famille ont augmenté de 0,2 % depuis 2007 comme ceux vivant en célibataire de 1,3 %. Les autres ménages sans familles ont baissé de 1,3 % pour être à 0,7 % au lieu de 2,0 % en 2007.
|                                           | 1968 - 1975 | 1975 - 1982 | 1982 - 1990 | 1990 - 1999 | 1999 - 2007 | 2007 - 2012 |
| ----------------------------------------- | ----------- | ----------- | ----------- | ----------- | ----------- | ----------- |
| Taux de variation annuel de la population | + 0.4       | - 1,0       | - 0,3       | 0           | + 0,2       | - 1,0       |
| Solde naturel                             | + 1,0       | + 0,8       | + 0,2       | + 0,2       | + 0         | - 0,1       |
| Solde migratoire                          | - 0,5       | - 1,8       | - 0,4       | - 0,2       | + 0,1       | - 0,9       |

### Enseignements
La commune de Vervins est rattachée à l'académie d'Amiens. Cette académie fait partie de la Zone B pour son calendrier de vacances scolaires.
Cinq établissements d'enseignement sont présents sur la commune. Le syndicat de scolarisation de Vervins et des communes environnantes, un regroupement pédagogique intercommunal (RPI), assure la scolarisation, au niveau de l'enseignement primaire à Vervins, des enfants des seize communes adhérentes dans trois établissements différents. Deux écoles s'occupent en 2016 de 156 élèves de maternelle, 55 élèves et 101 élèves. Le dernier regroupe l'ensemble des 241 élèves du cours élémentaire du regroupement. L'enseignement primaire est aussi assuré par un établissement privé avec 196 élèves situé également à Vervins,.
Deux collèges se trouve l'un sur la commune pour le public et l'autre à Fontaine-lès-Vervins pour le privé, qui se situe en réalité à cheval sur les limites communales de Fontaine-les-Vervins et de Vervins. Le lycée en France public d'enseignement général et d'enseignement technique, le plus proche, est situé à Hirson. Un lycée privé d'enseignement général et d'enseignement technique est aussi présent à Fontaine-lès-Vervins.
Les établissements d'enseignement supérieur sont tous situés à Amiens ou dans quelques villes de la région comme Beauvais, Compiègne, Saint-Quentin, Laon et Soissons. La proximité de Reims, par rapport à Amiens, permet également un attrait des élèves vers ses établissement supérieur. Dans le domaine agricole, le Lycée agricole de la Thiérache, situé à Fontaine-lès-Vervins, prépare des diplômes du baccalauréat professionnel et du brevet de technicien supérieur (BTS, Bac+2).

### Vie culturelle et associative
Sans compter les associations sportives, dix-huit associations interviennent à Vervins. Elles organisent des manifestations culturelles et des rencontres autour d'une passion particulière à la salle polyvalente ou sur la commune.

#### Manifestations culturelles et festivités
La fête de la Sainte-Anne, fête communale, se déroule à la fin juillet aux environs du 26 juillet, jour de la Sainte Anne, et dure cinq jours. À l'origine, cette festivité est surtout liée à un pèlerinage autour de sainte Anne, pendant sa neuvaine, dans une chapelle dédiée, rebâtie en 1816 dans le cimetière communal. La première chapelle est érigée en dehors de la ville de Vervins en 1609, mais elle est détruite à la Révolution française,. Considérée également comme sainte patronne de la commune, à côté de ses festivités religieuses, une fête publique s'est greffée. Ce pèlerinage a disparu aujourd'hui, mais la fête civile demeure. Elle donne lieu à une fête foraine, à des spectacles, des manifestations musicales, des concours. Des cérémonies ont lieu aussi devant les monuments aux morts de la commune, la stèle des anciens conseillers municipaux de la commune et une messe à la chapelle Sainte-Anne, seule part religieuse des fêtes. Elle se termine traditionnellement par un feu d'artifice.
La foire de la Saint-André, une foire commerciale, se tient tous les premiers dimanches de décembre à Vervins. L'origine de cette foire est ancienne, remontant avant la Révolution française, elle servait à vendre des vêtements et des étoffes.
Un festival du rire, se déroule à Vervins pendant quatre jours aux environs du quinze octobre. Créé en 2001, ce festival d'humour réunit des humoristes connus ou peu connus comme Jean-Marie Bigard, Bernard Mabille et Guy Bedos. Il en était à sa seizième édition en 2017.

#### Équipements culturels
Vervins dispose d'un cinéma-théâtre, servant exclusivement à la projection cinématographique, mais ce lieu peut accueillir des représentations de théâtre. Elle possède d'une bibliothèque municipale, installée à l'hôtel de ville et d'une école de musique, gérée par la Thiérache du Centre. L'école de la commune est l'une des cinq antennes de l'école intercommunale de la musique, crée le 1er janvier 2013.
Un musée associatif, le musée de la Thiérache, est aussi présent sur la commune. Géré et entretenu par la société archéologique et historique de Vervins et de la Thiérache (SAHVT), il propose des expositions temporaires et une exposition permanente, présentant l'histoire de Vervins, sa région et les églises fortifiées de Thiérache. Ce musée est labellisé musée de France.

### Santé et service d'urgence
Au 1er janvier 2016, des médecins généralistes exercent sur la commune. Une officine pharmaceutique est aussi installée à Vervins. Quelques médecins spécialisés sont présents également pour la dermatologie, la podologie, pour la gynécologie. Pour d'autres médecins spécialistes, il faut se rendre à Laon, ou à Fourmies ou à Hirson. Dans le domaine dentaire, deux dentistes disposent de leur cabinet sur la commune. Dans le domaine paramédicale, une infirmière et des kinésithérapeute exercent à Vervins.
Un hôpital est installé sur la commune, mais celui-ci ne pratique aucune chirurgie sur place et sert surtout à la convalescence,. Il fera partie d'un groupement hospitalier de territoire, Hi-no-ve, regroupant les hôpitaux d'Hirson, du Nouvion-en-Thiérache et de Vervins. Le centre hospitalier d'Hirson s'occupent des urgences. Pour la chirurgie, elle s'effectue à Laon qui est le centre hospitalier le plus proche. La commune dispose d'un établissement d'hébergement pour personnes âgées dépendantes (EHPAD).
Pour la sécurité en matière d'incendie et de sauvetage, les pompiers du centre de secours de la commune, rattaché au SDIS de l'Aisne, sont compétent.

### Sports
Vervins dispose d'un stade municipal, appelé stade d'honneur et d'un stade annexe. Ils servent uniquement aux rencontres de football. La commune possède aussi un autre terrain de football, un terrain de rugby, un gymnase, une salle omnisports, des courts de tennis extérieur et intérieur, un terrain de pétanque, un stand de tir et un espace socio-culturel, pouvant accueillir les activités de sports de combat.
La commune compte vingt-et-une associations sportives, assurant l'encadrement de sportif en club, couvrant différents sports comme les sports de combat, la danse, le tennis, le rugby, le football, la course d'orientation et la randonnée pédestre. Au niveau national, l'Union Sportive Vervinois (USV), en football, est parvenu à atteindre les trente-deuxièmes de finale de la Coupe de France de football 1996-1997, où il est éliminé par l'AJ Auxerre.

### Médias et télécommunication
Le quotidien régional L'Union consacre quelques pages de son édition de l'Aisne, à l'actualité d'Hirson et de la Thiérache. Le quotidien départemental L'Aisne nouvelle parle également de l'actualité de la commune et de ses environs dans son édition sur la région de Saint-Quentin et de la Thiérache. La Thiérache est l'hebdomadaire d'informations locales sur Vervins et la Thiérache, sauf Hirson et sa région. Sa rédaction est installée sur la commune. Le Démocrate de l'Aisne, dernier hebdomadaire en France imprimé avec des caractères en plomb, annonce aussi l'actualité de Vervins et de son arrondissement. Son siège se trouve à Vervins où le journal est également imprimé.
Parmi les chaines de télévision de télévision numérique terrestre (TNT) accessibles à tous les Vervinois, depuis l'émetteur d'Hison-Landouzy situé à Landouzy-la-Ville, France 3 Picardie relaient les informations locales.
Parmi les nombreuses stations de radio disponibles, on peut citer France Bleu Picardie et Écho FM, basée à Anor, plus spécialement consacrée à la musique et aux informations locales du Sud-Avesnois et de la Thiérache.
En 2016, l'internet haut débit via les techniques VDSL2 et ADSL 2+ sont possibles pour tous les abonnés à un réseau de téléphonie fixe depuis le NRA installée sur la commune.

### Cultes
La commune dépend de la paroisse Sainte-Anne en Thiérache, au sein de la zone de Thiérache, lui-même partie du diocèse de Soissons, Laon et Saint-Quentin, au même titre que les quarante-deux autres paroisses. En 2016, l'église Notre-Dame de Vervins, rue de la Liberté, est l'un des lieux de culte de cette paroisses et des offices y sont célébrés en alternance avec les autres églises paroissiales ainsi que la chapelle Sainte-Anne, rue de Marle, et la chapelle de l'hôpital de Vervins, place de la Liberté. Monseigneur Renauld de Dinechin est à la tête du diocèse de Soissons, Laon et Saint-Quentin depuis 2015.
Un temple du culte antoiniste est aussi présent sur la commune. De style art roman, construit par Alexandre Duchesne, dédicacé en octobre 1923, il est situé 6 rue du Tour-de-Ville, et inclus dans l'inventaire général du patrimoine culturel.
Le temple protestants le plus proche se situe à Landouzy-la-Ville, faisant partie de l'Église protestante unie de France. Pour le judaïsme, la synagogue la plus proche est celle de Saint-Quentin. Pour l'Islam, la mosquée la plus proches est celle de Laon.

## Économie

### Revenus de la population
En 2012, le revenu disponible médian par unité de consommation (UC) est de 16 470 € sur les 1134 ménages fiscaux de la commune. Les revenus de la population de Vervins est en dessous de la moyenne nationale situé à 19 786 € et elle se situe également en dessous de la moyenne départementale à 17 766 €. À titre de comparaison, Vervins se place au 30 492e rang parmi les 32 932 communes de plus de 49 ménages et plus.
Les disparités de revenus sont mesurées et très légèrement plus inférieure que la moyenne nationale : le rapport interdécile entre les 10 % de revenus disponibles les plus élevés (29 405,2 € par UC) et les 10 % de revenus disponibles les plus faibles (8 815 € par UC) atteint 3,3 (contre 3,5 pour l'ensemble de la France métropolitaine).
En 2012, 49.9 % des foyers fiscaux n'étaient pas imposables.
Le salaire net horaire moyen est en 2012 de 11,6 €. Il est très légèrement, inégalement réparti entre hommes (11,7 €) et femmes (11,4 €). Ces chiffres sont en dessous de la moyenne nationale, mais l'inégalité est plus fortement marqué au niveau national par rapport à la commune. Cette disparité varie beaucoup selon les catégories socioprofessionnelles. Les inégalités entre les hommes et les femmes sont marqués chez les professions intermédiaires et les employées, mais elle n'existent pas chez les ouvriers. L'inégalité est inversé chez les cadres, car les femmes ont un meilleur salaire net horaire moyen que les hommes,.
| Catégorie socioprofessionnelle | Ensemble | Hommes | Femmes |
| ------------------------------ | -------- | ------ | ------ |
| Cadres                         | 20,9     | 19,3   | 23,9   |
| Professions intermédiaires     | 13,5     | 13,8   | 13,1   |
| Employés                       | 9,7      | 10,4   | 9,4    |
| Ouvriers                       | 10,6     | 10,6   | 10,6   |
| Ensemble                       | 11,6     | 11,7   | 11,4   |

### Emploi
Les deux tableaux ci-dessous présentent les chiffres clé de l'emploi à Vervins et leur évolution sur les cinq dernières années,
|                               | Vervins (2007) | Vervins (2012) | Évolution |
| ----------------------------- | -------------- | -------------- | --------- |
| Population de 15 à 64 ans     | 1 729          | 1 592          | - 7,92 %  |
| Actifs (en %)                 | 65,4           | 68,5           | + 3,1 %   |
| dont :                        |                |                |           |
| Actifs ayant un emploi (en %) | 54,8           | 53,5           | - 1,3 %   |
| Chômeurs (en %)               | 10,6           | 14,9           | + 4,3 %   |

|                                      | Vervins (2007) | Vervins (2012) | Évolution |
| ------------------------------------ | -------------- | -------------- | --------- |
| Nombre d'emplois dans la zone        | 2 143          | 2 026          | - 5,46 %  |
| Indicateur de concentration d'emploi | 224,1          | 235,2          | + 4,96 %  |

En 2012, la population de 15 à 64 ans s'élevait à 1 592 personnes. On y comptait 68,5 % d'actifs, dont 53,5 % ayant un emploi et 14,9 % étant au chômage, et 31,5 % d'inactifs, dont 7,8 % d'élèves ou étudiants et 7,9 % de retraités ou préretraités.
Sur cinq ans, la population potentiellement active (habitants âgés de 15 à 64 ans) de Vervins a diminué. Son taux d'emploi ne s'est pas amélioré et le taux de chômage a augmenté. Le nombre d'emplois dans la zone (« offre ») a diminué et le nombre mais le nombre d'actifs (« demande ») a augmenté, ce qui conduit contrairement à une augmentation de l'indicateur de concentration d'emploi; seuls 235 emplois sont proposés pour 100 actifs.
En 2012, les actifs résidant à Vervins travaillent en majorité dans la commune de résidence (50,4 %), soit la moitié ; 49,6 % travaillent hors de la commune. Ils ne sont que 44,2 % à occuper un emploi dans le département de résidence tandis que 5,0 % travaillent dans une autre région. Seuls 0,3 % des actifs travaillent dans un autre département de la région de résidence (0,2 %) ou dans une région hors de la France métropolitaine (0,1 %). Par rapport à 2007, le nombre de travailleurs dans le département de résidence est en progression de 4,6 % ainsi que ceux travaillant dans une autre région en France métropolitaine de 0,8 %. Les travailleurs dans un autre département de la région de résidence progressent de 0,1 % et ceux dans une région hors de la France métropolitaine diminuent de 0,2 %. Les actifs travaillant dans la commune ont diminué de 5,4 %.
En 2012, 91,3 % de la population de plus de 15 ans ayant un emploi est salarié, dont 71,1 % en CDI, 9,7 % en CDD, 3,9 % en intérim, 3,5 % en contrat aidé, et 2,7 % en stage ou apprentissage. 8,7 % de la population de plus de 15 ans ayant un emploi est non-salarié, dont 3,7 % en indépendant et 5 % en employeur,.

### Tissu économique
Le tableau ci-dessous détaille le nombre d'entreprises implantées à Vervins selon leur secteur d'activité et le nombre de leurs salariés:
|                                                              | Total | %     | 0 salarié | 1 à 9 salariés | 10 à 19 salariés | 20 à 49 salariés | 50 salariés ou plus |
| ------------------------------------------------------------ | ----- | ----- | --------- | -------------- | ---------------- | ---------------- | ------------------- |
| Ensemble                                                     | 224   | 100,0 | 114       | 76             | 14               | 12               | 8                   |
| Agriculture, sylviculture et pêche                           | 9     | 4,0   | 8         | 1              | 0                | 0                | 0                   |
| Industrie                                                    | 11    | 4,9   | 2         | 2              | 1                | 3                | 3                   |
| Construction                                                 | 9     | 4,0   | 7         | 1              | 1                | 0                | 0                   |
| Commerce, transports, services divers                        | 138   | 61,6  | 67        | 57             | 8                | 5                | 1                   |
| dont commerce et réparation automobile                       | 39    | 17,4  | 21        | 13             | 2                | 2                | 1                   |
| Administration publique, enseignement, santé, action sociale | 57    | 25,4  | 30        | 15             | 4                | 4                | 4                   |
| Champ : ensemble des activités.                              |       |       |           |                |                  |                  |                     |

En 2013, treize entreprises ont été créées à Vervins: aucune dans le domaine de l'industrie, trois dans celui de la construction, huit dans celui du commerce, des transports et des services divers et deux dans celui de l'administration publique, de l'enseignement, de la santé et de l'action sociale, dont huit par des auto-entrepreneurs.

#### Agriculture
Le tableau ci-dessous présente les principales caractéristiques des exploitations agricoles de Vervins, observées sur une période de 22 ans :
|                                            | 1988  | 2000  | 2010   |
| ------------------------------------------ | ----- | ----- | ------ |
| Nombre d'exploitations                     | 15    | 8     | 9      |
| Équivalent Unité de travail annuel (UTA)   | 23    | 13    | 12     |
| Surface Agricole Utile (SAU) (ha)          | 1 197 | 940   | 1 117  |
| Cheptel (nombre de têtes)                  | 620   | 580   | 437    |
| Terres labourables (ha)                    | 902   | 704   | 933    |
| Superficie moyenne d'une exploitation (ha) | 79.8  | 117,5 | 124,11 |

À Vervins, le nombre d'exploitation a diminué de 40 % depuis 1988. En contrepartie, et même si la SAU a légèrement diminué entre 1988 et 2010, la surface moyenne des exploitations a dépassé la centaine d'hectares et approche des cent-vingt-cinq hectares en 2010. L'agriculture communale, spécialisée dans la culture des céréales et des oléagineux, conserve une activité d'élevage non négligeable même si le cheptel a diminué d'environ un-tiers depuis 1988. Ce type d'activité peut employer aucune main-d'œuvre salariée : seul le chef d'exploitation travaille sur sa ferme.
Vervins dispose d'une coopérative agricole spécialisé dans la culture des céréales et des oléagineux appartenant à la coopérative CERENA, qui possède d'autres coopératives dans le département.

#### Artisanat et industrie
Deux grands groupes internationaux disposent d'usine de production à Vervins. Le premier, Mondelēz International dispose d'une usine de production pour les produits de la marque LU. Le second, LVMH possède une usine pour ses parfums, Givenchy, Kenzo et Bulgari. À côté de ses deux grands groupes, Vervins regroupe des industries, liés à la distribution avec Poulet du Nord, aux conditionnements de marchandise avec Packaging Norembal et à la menuiserie industrielle. Un centre d'appel téléphonique du groupe Acticall est aussi installé sur la commune. Des artisans, travaillant dans les constructions, les bâtiments et travaux publics sont installés sur la commune comme l'entreprise Favereaux pour l'électricité et l'entreprise Muller dans le démantèlement de site industriel.
Vervins dispose d'une zone d'activité, le Créapôle, créée en 2006 et mise en place avec l'aide de la Thiérache du centre dans le cadre d'une stratégie de développement locale. Une pépinière d'entreprise est installée sur ce site pour aider à l'installation, au développement et à l'accompagnement des entreprises sur ce site,. Cette zone d'activité se situe à cheval sur les limites des communes de Vervins et de Fontaine-lès-Vervins. La chambre de commerce et d'industrie de l'Aisne dispose d'une chambre consulaire sur la commune. La maison des entreprises de la Thiérache et de la Serre proposent des services de création et d'accompagnement aux entreprises.

#### Commerce et service
La zone d'activité, le Créapôle, est aussi une zone d'activité commerciale. Les habitants disposent de deux supermarchés, l'un sur la zone d'activité et l'autre en centre-ville, divers commerces de bouche comme la boulangerie et la boucherie et des petits magasins de vêtements, tenus par des commerçants. Dans le domaine des services, on peut citer salons de coiffure, fleuriste, banques, tabac-presse, des pompes funèbres, un négociant en combustible.
Un marché hebdomadaire se déroule tous les samedis matin et il est installé sur la place de l'Église, la rue du Traité de Paix et la place du général de Gaulle. Un autre marché, le marché Thiérache Fermière, se tient tous les premiers vendredis du mois en fin d'après-midi, et est uniquement consacré à la vente des produits du terroir. Il a lieu en alternance de mai à octobre sur la place du général de Gaulle et halle de l'hôtel de ville puis de novembre à avril à la salle polyvalente. Un marché aux fleurs est aussi organisé annuellement tous les 8 mai. ainsi qu'un salon des antiquaires tous les derniers week-ends de mars.

#### Tourisme
Au 1er janvier 2015, la commune de Vervins dispose d'un hôtel trois étoiles de dix-huit chambres et d'un établissement de chambre d'hôtes.
L'office du tourisme de la Thiérache est installé sur la commune et il est géré par le Pays de Thiérache, réunissant les cinq intercommunalités de la Thiérache. Crée le 20 juin 2014, elle réunit sur ce site, l'ensemble de l'information touristique de la région et remplace les offices de tourisme, situés dans les autres communes de la Thiérache, qui sont transformées en antenne locale avec des permanences. Il est situé sur l'avenue du Préau sur la route nationale 2.
Vervins est aussi un point de départ d'un circuit-découverte des églises fortifiées de Thiérache, géré par la société archéologique et historique de Vervins et de la Thiérache et un autre circuit-découverte permet de connaitre l'histoire de la ville. Le musée de la Thiérache permet aussi de découvrir l'histoire de Vervins et de sa région à travers une exposition permanente,.

## Culture locale et patrimoine

### Patrimoine architectural
La commune compte 2 monuments répertoriés à l'inventaire des monuments historiques et 88 lieux et monuments répertoriés à l'inventaire général du patrimoine culturel. Par ailleurs, elle compte 44 objets répertoriés à l'inventaire des monuments historiques et 284 objets répertoriés à l'inventaire général du patrimoine culturel.

#### Église Notre-Dame de l'Assomption de Vervins
L'église Notre-Dame de l'Assomption ou Notre-Dame de Vervins est mentionné pour la première fois en 1135 puis reconstruite au XIe siècle sur une église ancienne. L'édifice est incendié avec la ville en 1552 à la suite de la prise de Vervins par les Impériaux. Entre 1553 et 1590, une période de reconstruction et d'embellissement s'amorce avec le relèvement des voutes, l'élévation du clocher-porcher et les piliers recouverts d'une peinture murale. Des modifications successives sont encore apportés à l'église avec l'ajout de la sacristie au XVIIe siècle, l'agrandissement du chœur entre 1870 et 1872 et la reconstruction du portail du clocher-porche en 1876.
Lors de la Première Guerre mondiale, les cinq cloches du clocher, dont l'une de 1773 et les quatre autres de 1867, sont enlevées le 31 juillet 1917 par les Allemands pour partir en Allemagne où elles sont fondues pour fabriquer de l'armement. L'église est classé monument historique par arrêté du 7 octobre 1975. Lors de la dépose du coq, penchant et menaçant de tomber, le 28 avril 2010, le clocher prend feu, détruisant le sommet de la flèche sur quelques mètres et endommageant la structure du clocher. Après des travaux de restauration, un nouveau coq est installé à son sommet en novembre 2011.

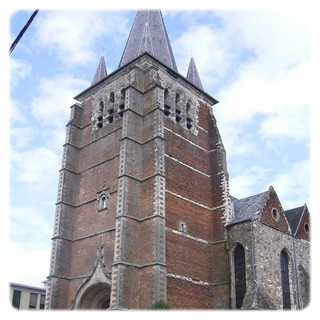
L'église Notre-Dame
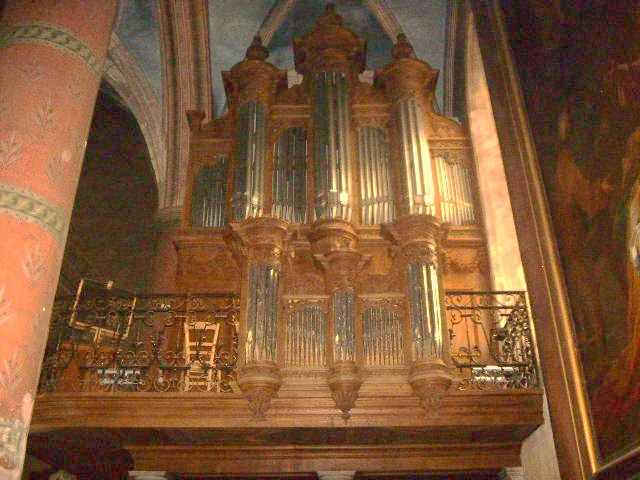
Les orgues de l'église Notre-Dame
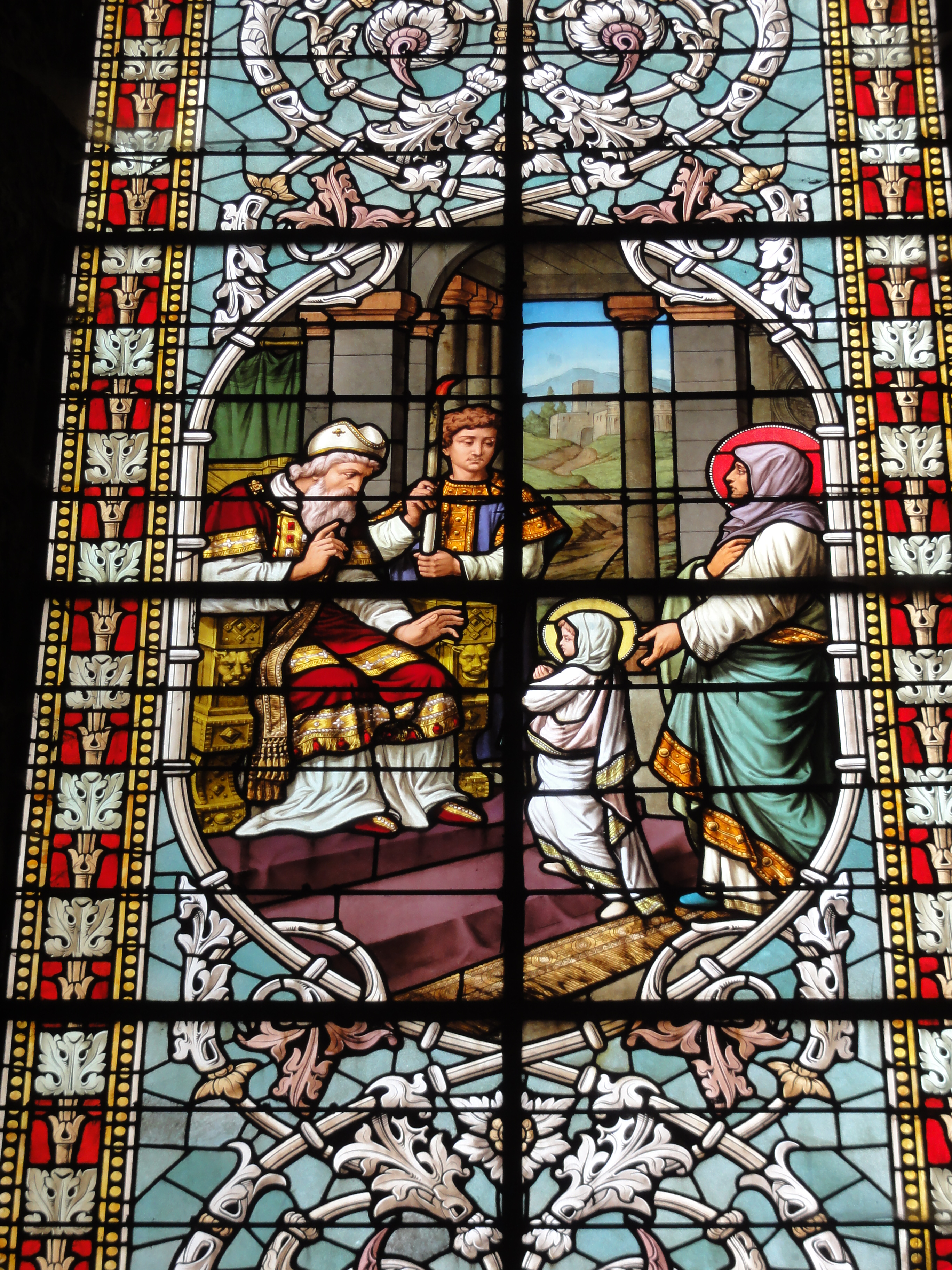
Un des vitraux de l'église Notre-Dame

#### Remparts de Vervins
Lors de l'accord de la « charte de Vervins » par Raoul de Coucy en 1163 aux Vervinois, une palissade en bois et un fossé sont bâtis pour délimiter la ville. Cette construction provisoire laisse rapidement place à une fortification maçonnée de vingt-deux tours et de trois portes vers la fin du XIIe siècle et le début du XIIIe siècle. Cette enceinte subit des transformations constantes jusqu'au XVIIe siècle avec des rénovations, comme celle à la suite de l'incendie de la ville de 1552 par les Impériaux, et des ajouts comme la construction d'un cavalier au nord de l'enceinte en 1651. À la fin du XVIIe siècle, l'entretien des remparts ne constituent plus une priorité face à sa vulnérabilité à l'armement moderne. Dès le début du XVIIIe siècle, des effondrements, des percements, des destructions liés aux guerres commencent à entamer l'enceinte, mais elle ne disparait pas totalement. Le dernier percement de l'enceinte date de 1841 avec la création de la route d'Hirson et de la place du Palais.
Il reste actuellement dix tours sur les vingt-deux par rapport à l'enceinte médiévale et les trois portes ont disparu. La dernière, la Porte de Marle, tombée en ruine en 1802, est englobée dans les remparts entre 1840 et 1842,. Une portion subsistante est visible depuis la route nationale 2. Le rempart est classé monuments historiques par arrêté du 17 mars 2003.

#### Chapelle Sainte-Anne
La date de la fondation de la chapelle demeure inconnue. Elle était au début un lieu de pèlerinage dédié à sainte Anne. Ce lieu était accompagné d'une fontaine miraculeuse disparue, dont les figures sculptées, relevées au XIXe siècle, semblent montrer une origine du XIIIe siècle avec probablement une chapelle primitive. L'édifice actuel date du début du XIXe siècle. La première pierre est posée le 12 juillet 1816 et la chapelle est consacrée l'année suivante, le 17 juillet 1817. Elle remplace la chapelle précédente, détruite en 1794, devenue entrepôt de salpêtre à la Révolution française qui menaçait de tomber en ruine. L'édifice actuel semble reprendre l'organisation spatiale de la chapelle précédente de 1609, où la première pierre a été posé le 25 juin 1609 par Guillemette de Coucy, Dame de Vervins. Elle est entourée du cimetière municipal dit cimetière Sainte-Anne, créé en 1788 pour remplacer le cimetière fermé à côté de l'église Notre-Dame.

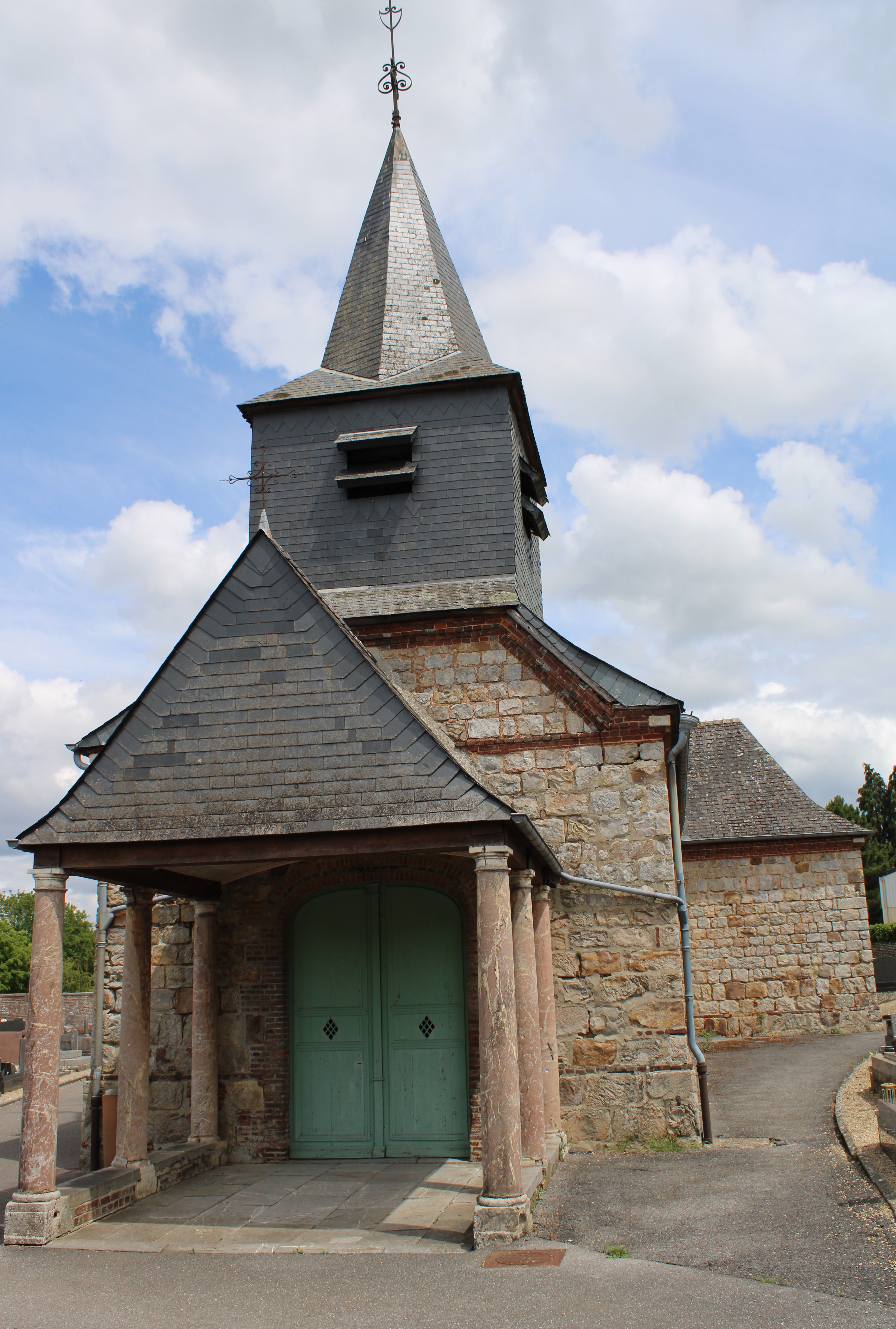
Façade de la Chapelle-Sainte-Anne et son porche couvert.
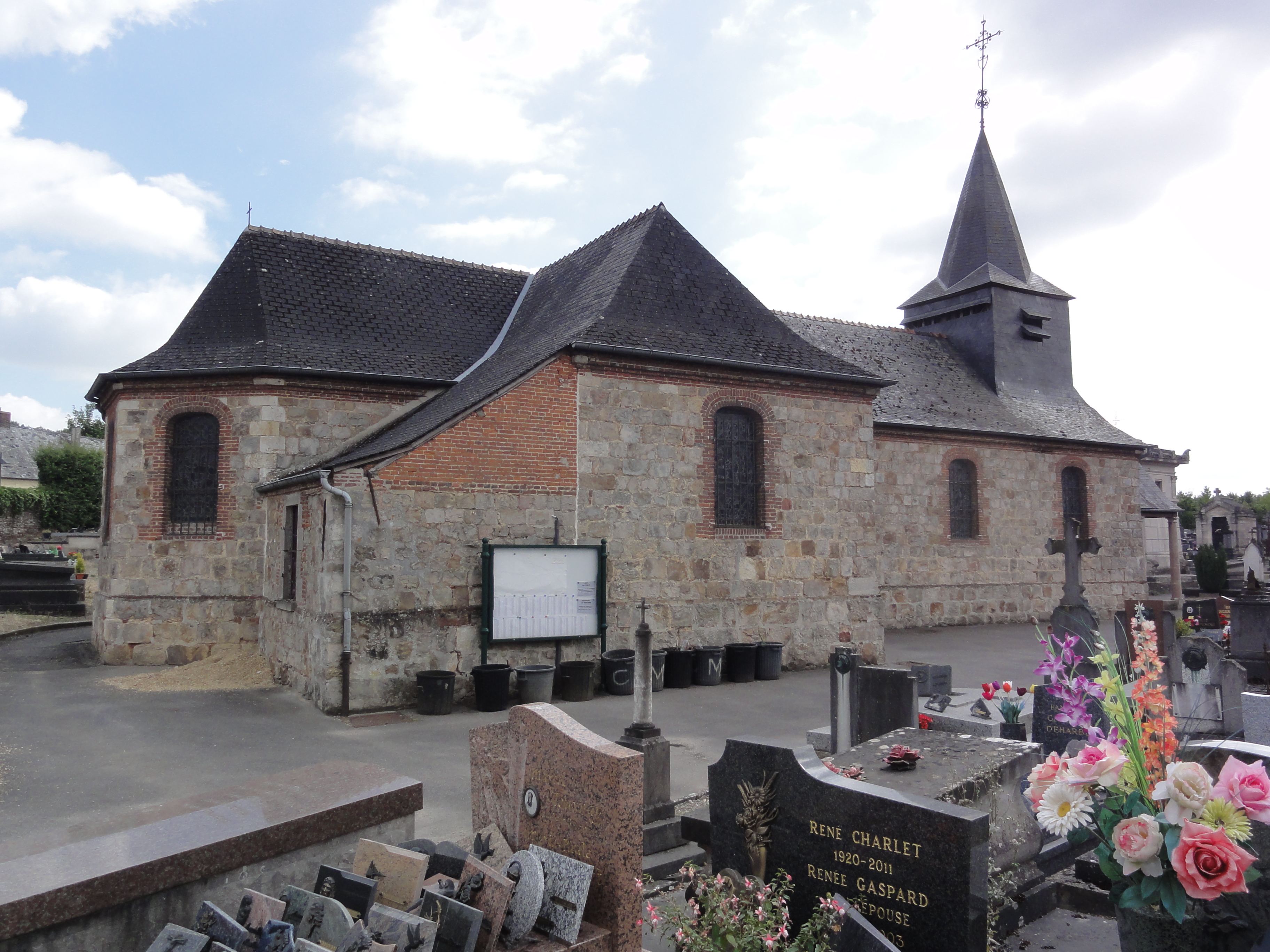
Chapelle Sainte-Anne.
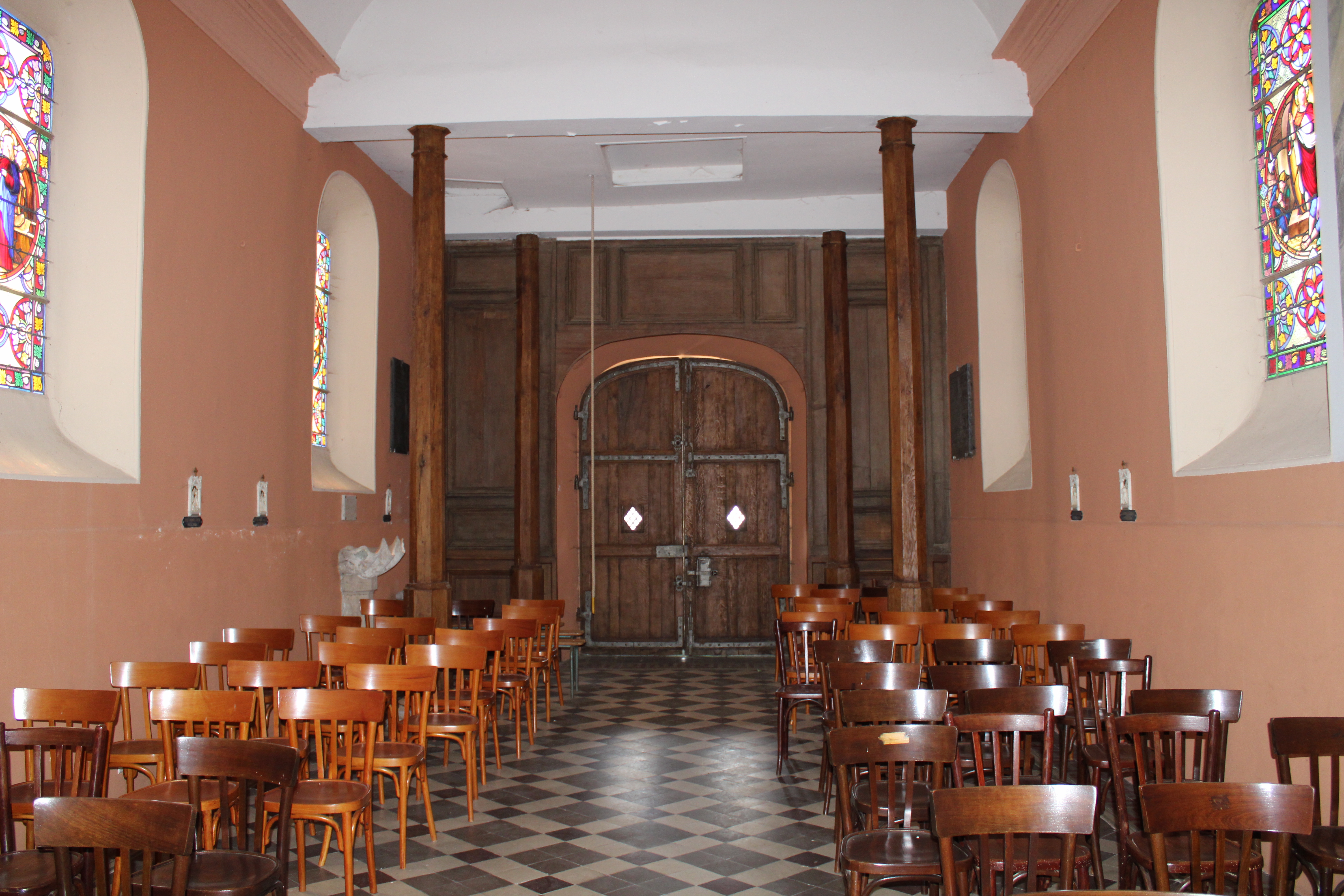
Vue de la nef côté porche.
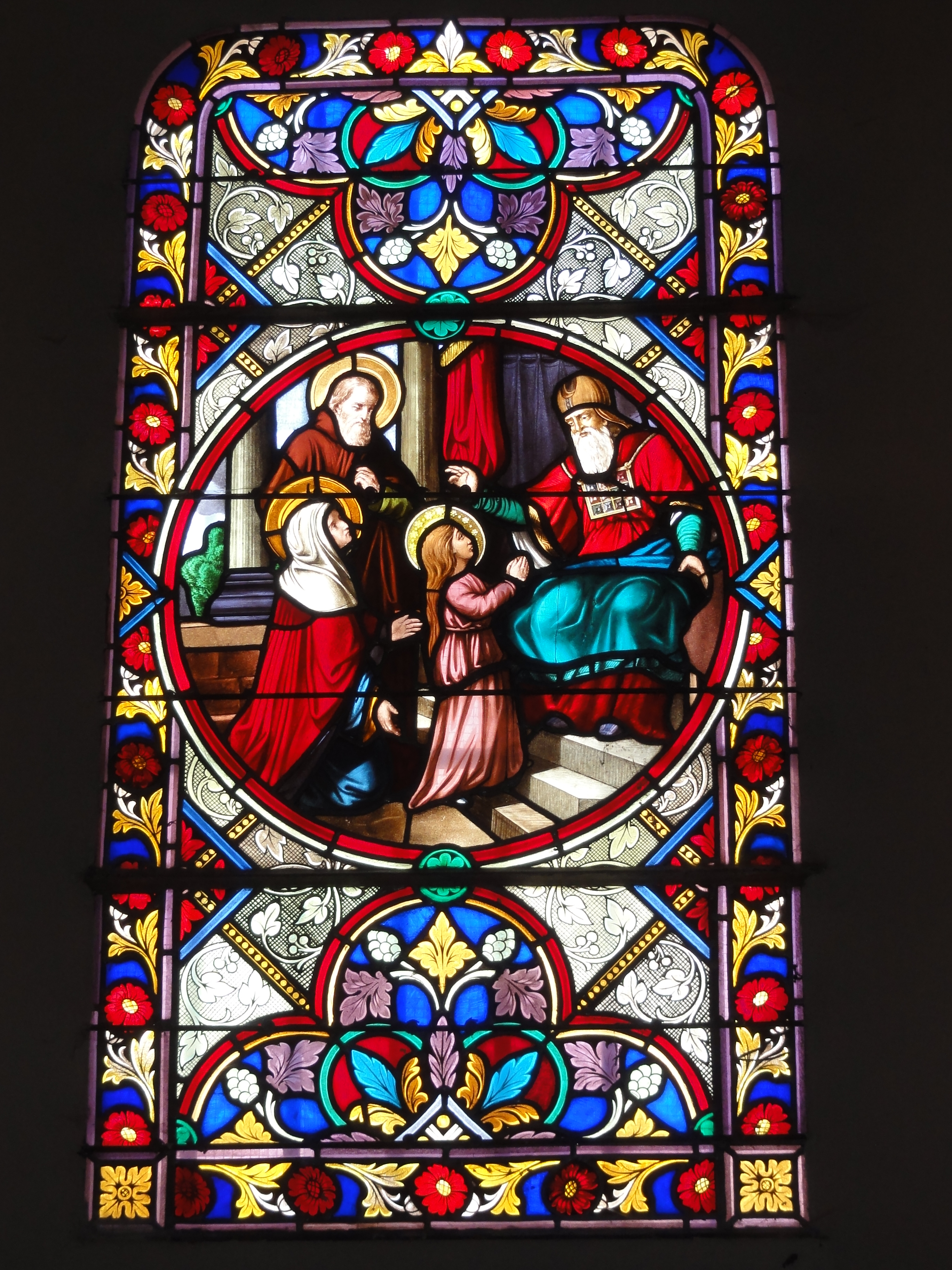
Un des vitraux de la chapelle Sainte-Anne.

#### Château-neuf
À la suite de l'incendie de Vervins par les Impériaux en 1552, le seigneur de Vervins, Jacques II décide de faire construire une nouvelle demeure seigneuriale, dès 1559, mais il fait également restaurer l'ancienne demeure incendiée. Les travaux semblent être achevés en 1573, même si une plaque de cheminée armoriée et datée de 1579 peut également suggérer des travaux jusqu'à cette date. L'édifice prend alors le nom de « Château-neuf » pour être distingué de l'ancien édifice, désormais appelé le « Vieux-château ». Lors de la négociation pour la paix de Vervins, en 1598, les ministres plénipotentiaires et le cardinal-légat, Alexandre de Médicis, futur Léon XI, résident dans ce château pendant la durée des négociations. Au XVIIIe siècle, des restaurations et des transformations du Château-neuf sont entreprises après le signalement de dégradations en 1742 et probablement des endommagements antérieurs. Le château est vendu comme bien national à la Révolution, puis il est racheté en 1804 par la commune pour accueillir la sous-préfecture. Des travaux sont entrepris pour restaurer ou transformer et entretenir l'édifice pendant le XIXe siècle. Le département rachète en 1880 le Château-neuf à la commune. Il est actuellement le siège de la sous-préfecture de l'arrondissement de Vervins.

#### Hôtel de ville
Avant l'incendie de Vervins de 1552, une « masure de la ville » existait, réunissant l'échevinage de la ville, mais sa position reste inconnue. Après cet incendie de 1552, les bourgeois obtiennent en 1574 une maison appartenant à l'abbaye de Foigny et la cède aussitôt au seigneur de Vervins, Jacques II, afin de construire un nouvel hôtel de ville sur cet emplacement. L'édifice est achevé avant 1598 et la paix de Vervins a été signé dans ce lieu le 2 mai 1598. À la Révolution, le dernier seigneur de Vervins, décide en 1792 de céder l'ensemble de l'hôtel de ville à la commune. Cette dernière entreprend aussitôt sa réhabilitation, mais elles sont rapidement suspendus. Face aux délabrements de l'édifice, la commune engage des travaux en 1823 et réceptionne en 1828 son hôtel de ville rénové, dans un style néo-classique sobre. Des ajouts successifs sont ensuite effectués comme l'ajout d'une horloge au beffroi en 1869 et le réaménagement du halle et de l'escalier en 1925. Ayant acquis un bâtiment adjacent à l'hôtel de ville, les services de la mairie sont installées dans ces nouveaux locaux en 1987. Des travaux de mise aux normes de l'édifice sont effectuées entre 2014 et 2015,.

#### Palais de justice

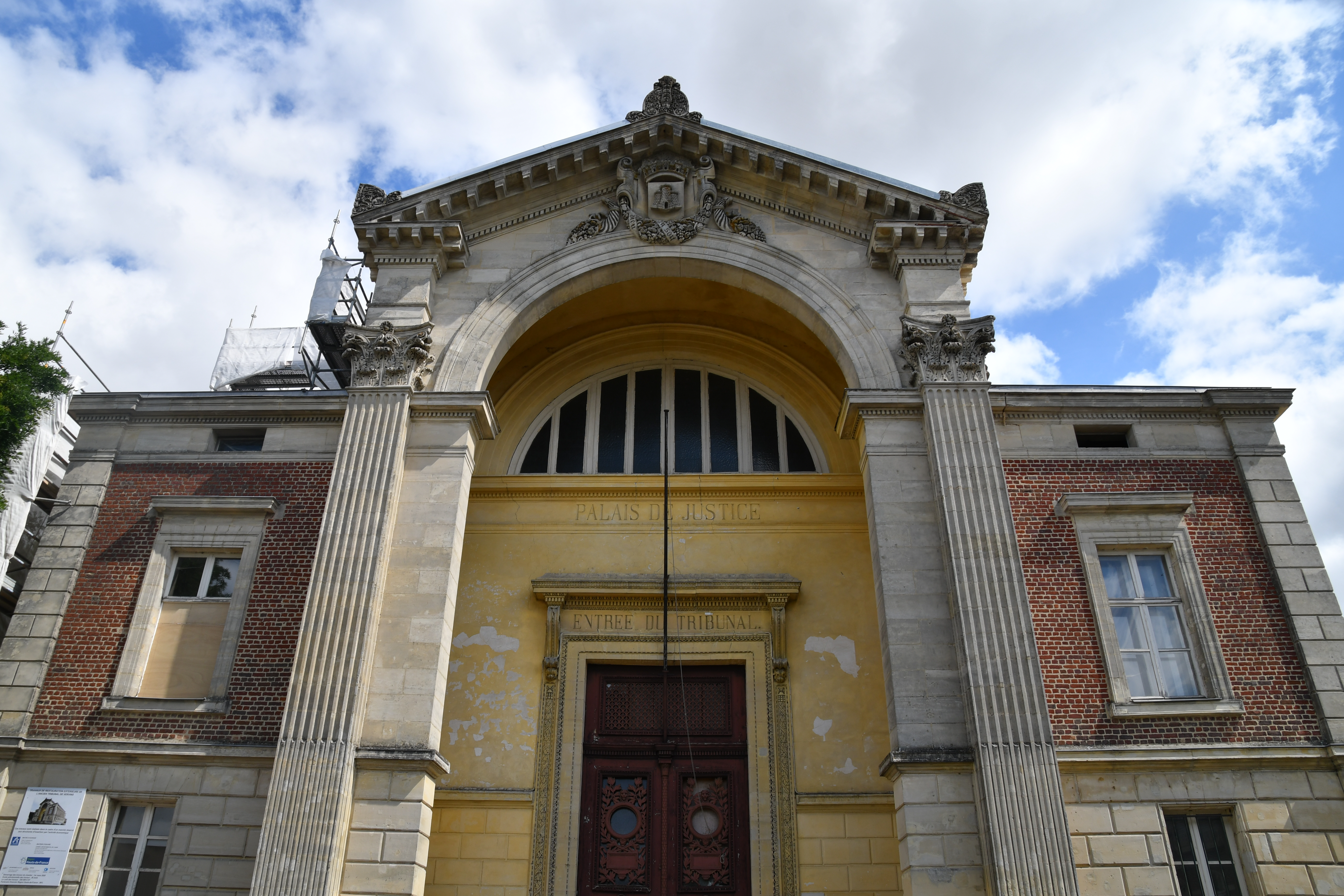
L'ancien tribunal de Vervins.

Le palais de justice de Vervins fut d'abord installé en 1792 dans le Vieux-château au moment de la création du tribunal à Vervins. Le Conseil général de l'Aisne décida, en 1836, d'un projet de construction d'un nouvel édifice pour accueillir le tribunal civil face au coût d'entretien de celui du Vieux-château. L'emplacement prévu derrière l'église sur l'ancien fossé du rempart fut rejeté en 1838. À la suite du percement du rempart en 1841 pour créer la route d'Hirson, le département décida l'installation du nouveau palais de justice sur une nouvelle place publique aménagée au niveau du percement. Le plan fut rectifié en 1842 et adopté en 1843. Les travaux commencèrent en mai 1844. Le tribunal tint ses premières séances dans ces nouveaux locaux dès août 1847, mais la réception définitive des travaux eut lieu en avril 1848. Après avoir longtemps servi de tribunal, le palais de justice ferma ses portes le 31 décembre 2009 avec la réforme de la carte judiciaire de 2007. Inoccupé, le département devrait le vendre à un acquéreur privé en janvier 2016.

#### Maison du Patrimoine-Musée de la Thiérache
La maison du patrimoine est installée dans le cœur historique de Vervins, dans un immeuble de brique des XVIe et XVIIe siècles. Elle abrite le musée de la Thiérache qui présente dans trois salles, des collections géologiques, archéologiques, artistiques et historiques.

### Patrimoine gastronomique
Vervins est située dans l'aire de l'appellation d'origine protégée (AOP) ou appellation d'origine contrôlée (AOC) du maroilles. Le territoire de Vervins est aussi intégré à une aire de production bénéficiant d'une indication géographique protégée (IGP) : volaille de Champagne. La commune, faisant partie de la Thiérache, se trouve également dans la zone de production d'un alcool particulier, le cidre de Thiérache, qui est non-inscrit à l'IGP et l'AOC.

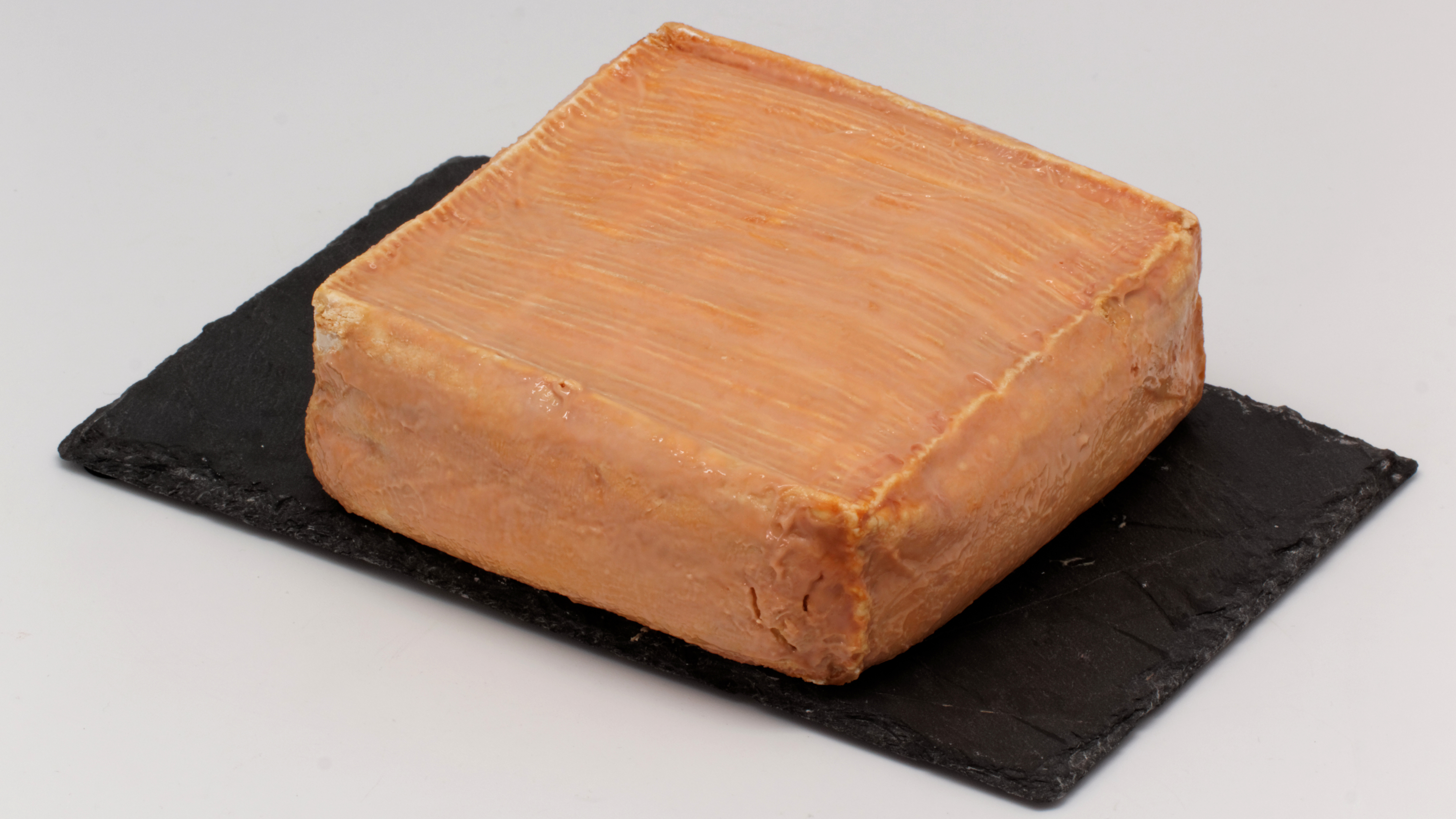
Maroilles

### Personnalités liées à Vervins
- René Béhaine (1880-1966), écrivain français, est né à Vervins.
- Amand Brimbeuf (1895-1943), résistant français, était agent d'assurances à Vervins avant guerre ; arrêté, il fut retrouvé mort en cellule.
- Louise Lefèvre, épouse Brimbeuf (1886-1945), résistante et épouse du précédent; arrêtée, elle fut déportée à Ravensbrück, où elle est morte en février 1945.
- Claude-Marie-Louis-Emmanuel Carbon de Flins Des Oliviers (1757-1806), homme de lettres et dramaturge français est décédé à Vervins.
- Pascal Ceccaldi (1876-1918), journaliste et homme politique, ancien député et sous-préfet français, a vécu à Vervins.
- Jean Antoine Debry (1760-1834), personnage de la Révolution française, est né à Vervins.
- Jean-Antoine Duchesne, né à Vervins en 1725, mort à Vervins en 1814, militaire.
- Nicolas Graibert (?-1422), né à Vervins, évêque de Soissons de 1414 à 1424.
- Jules Leproux (1808-1883), avocat et homme politique né à Vervins, député de l'Aisne à l'Assemblée constituante.
- Marc Lescarbot (vers 1570-vers 1641), avocat, poète, écrivain, auteur de la première Histoire de la Nouvelle-France, est né à Vervins.
- Christophe Moreau (1971-), cycliste sur route français né à Vervins.
- Amédée Piette (1808-1883), historien, archéologue et dessinateur français, est né à Vervins.
- Louis Édouard Piette (1806-1890), homme politique, ancien député français, est né et décédé à Vervins.
- Alain Porthault (1929-2019), joueur de rugby et athlète de sprint français, est né à Vervins.
- Félicie Gérard (1976), conseillère municipal de Wasquehal, adjointe au maire puis députée.

### Héraldique, logotype et devise
| Blason de Vervins | Blason  | De gueules à la tour ronde d'argent ouverte de sable, flanquée de deux autres tours rondes plus petites aussi d'argent, le tout ajouré et maçonné aussi de sable,. Ornements extérieursCroix de guerre 1914-1918 Devise / Cri« Dieu en soit garde. » |
| Blason de Vervins | Détails | Blason officiel. |

| Logo de Vervins | Logo | Le logo schématise une représentation des toits du centre-ville avec le clocher de l'église Notre-Dame de l'Assomption dans le fond. Des triangles en or sont superposés au-dessus du schéma. Au premier plan, le logo donne le nom de la ville. |